# Historisches Wahrzeichen der Ingenieurbaukunst in Deutschland

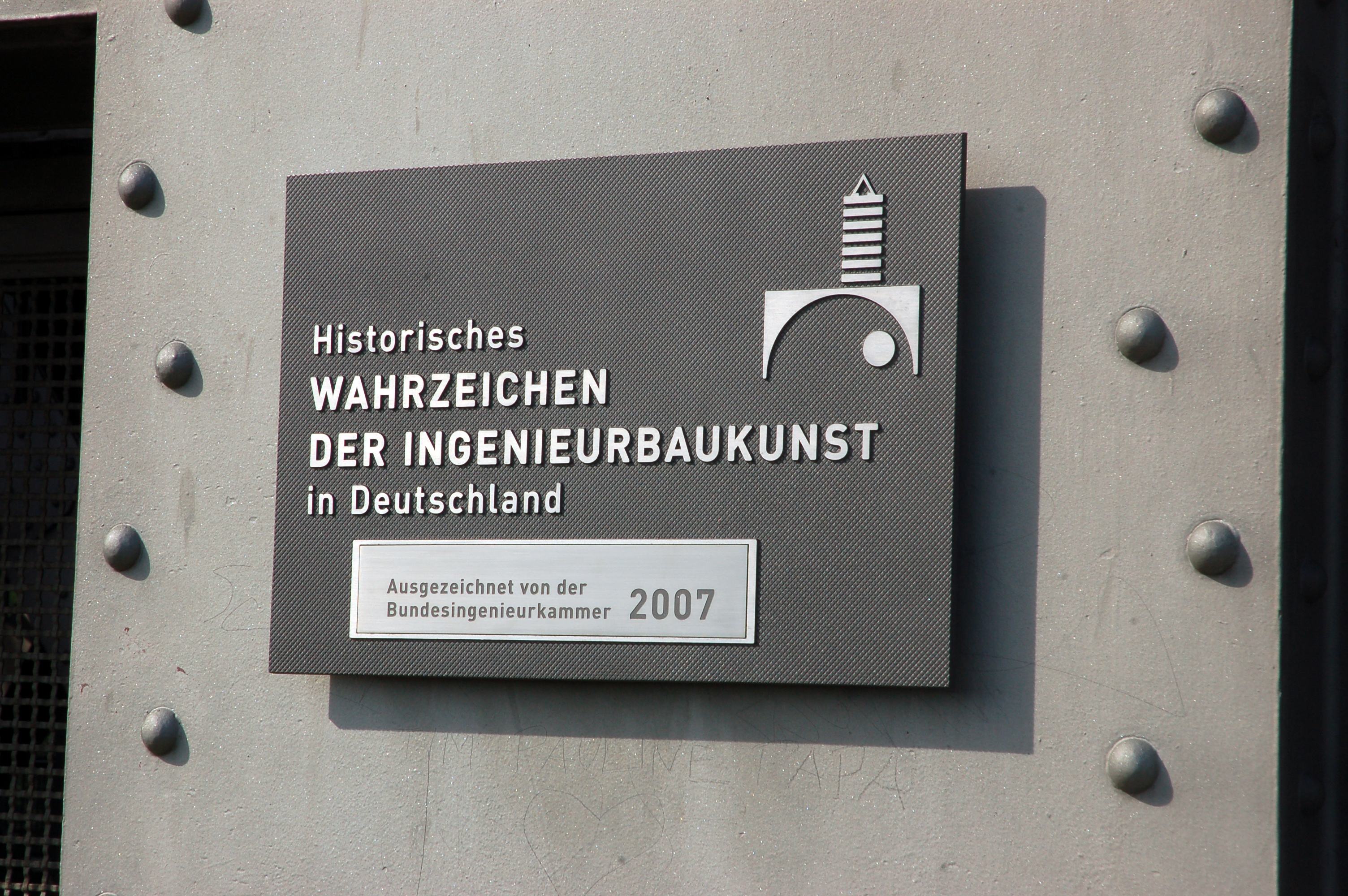
Informationstafel am Schiffshebewerk Niederfinow

Das Historische Wahrzeichen der Ingenieurbaukunst in Deutschland ist eine Auszeichnung der Bundesingenieurkammer für herausragende Werke des Ingenieurbaus in der Bundesrepublik Deutschland. Die Auszeichnung, die erstmals am 5. Dezember 2007 vergeben wurde, wird von der Bundesregierung gefördert und finanziell unterstützt.

## Ziele und Kriterien
Die Ehrung soll dazu beitragen, neben der technischen und wirtschaftlichen auch die kulturelle Bedeutung der Ingenieurbaukunst der Öffentlichkeit bewusst zu machen. Nicht zuletzt soll die Auszeichnung die gesellschaftliche Akzeptanz für technische Innovationen der Baukunst stärken und junge Menschen für den Bauingenieurberuf begeistern.
Als Kriterien der Auszeichnung müssen die Objekte vor über 50 Jahren entstanden und von wesentlicher Bedeutung für die Entwicklung des Bauingenieurwesens sein.

## Ausgezeichnete Bauwerke
Ein wissenschaftlicher Beirat der Bundesingenieurkammer hat eine Liste mit 70 auszeichnungswürdigen Ingenieurbauwerken erarbeitet. Davon wurden bisher ausgezeichnet:
2007
- Schiffshebewerk Niederfinow in Brandenburg, Bauzeit: 1927–1934

2009
- Göltzschtalbrücke im Vogtland, Bauzeit: 1846–1851[2]
- Stuttgarter Fernsehturm, Bauzeit: 1954–1955[3]
- Schwebefähre Osten–Hemmoor bei Cuxhaven, Bauzeit: 1908–1909

2010
- Himbächel-Viadukt im Odenwald, Bauzeit: 1880–1881
- Leuchtturm Roter Sand in der Deutschen Bucht, Bauzeit: 1880–1885
- Sayner Hütte in Bendorf am Rhein, Bauzeit: 1829–1830

2011
- Flughafen Berlin-Tempelhof, Bauzeit: 1935–1941
- Fleischbrücke in Nürnberg, Bauzeit: 1596–1598
- St. Pauli Elbtunnel in Hamburg, Bauzeit: 1907–1911

2012
- König-Ludwig-Brücke in Kempten, Bauzeit: 1847–1851

2013
- Pumpwerk Alte Emscher in Duisburg, Bauzeit: 1912–1914
- Rendsburger Hochbrücke, Bauzeit: 1911–1913[4]
- Großmarkthalle Leipzig, Bauzeit: 1927–1929

2014
- Neues Museum Berlin, Bauzeit: 1843–1855
- Wutachtalbahn (Sauschwänzlebahn) im Südschwarzwald, eröffnet: 1890

2015
- Pretziener Wehr an der Elbe in Sachsen-Anhalt, Bauzeit: 1871–1875

2016
- Förderturm Camphausen IV im Saarland, Bauzeit: 1908–1911
- Bleilochtalsperre in Thüringen, Bauzeit: 1930–1932

2017
- Dampfmaschinenhaus „Moschee“ von Potsdam, Bauzeit: 1841–1843
- Großmarkthalle Hamburg, Bauzeit: 1958–1962

2018
- Ludwig-Donau-Main-Kanal, Bauzeit: 1836–1846
- Teepott Warnemünde, Baujahr: 1968

2019
- Planetarium Jena, Bauzeit: 1924–1926
- Gasometer Oberhausen, Bauzeit: 1927–1929

2020
- Nordschleuse in Bremerhaven. Bauzeit: 1928–29
- Nibelungenbrücke Worms, Bauzeit 1951–1953

2021
- Sendehalle Sender Felsberg-Berus, Bauzeit 1954–1955

2022
- Rappbode-Talsperre, Bauzeit 1952–1959

2023
- Zeltdach des Olympiastadions München, Bauzeit 1970–1972

2024
- Nähmaschinenwerk Wittenberge, Bauzeit 1903–1904

## Bildübersicht

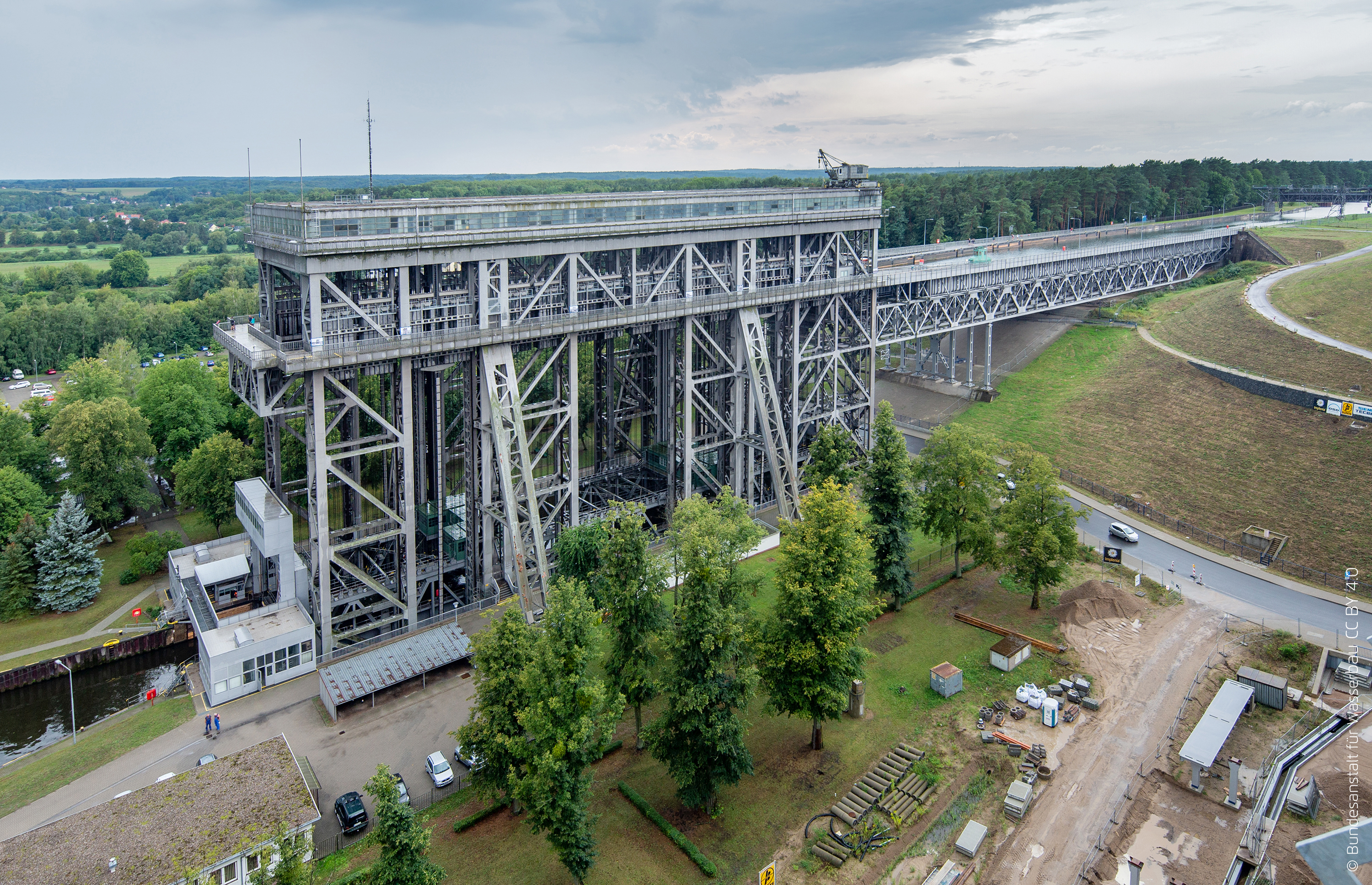
2007: Schiffshebewerk Niederfinow
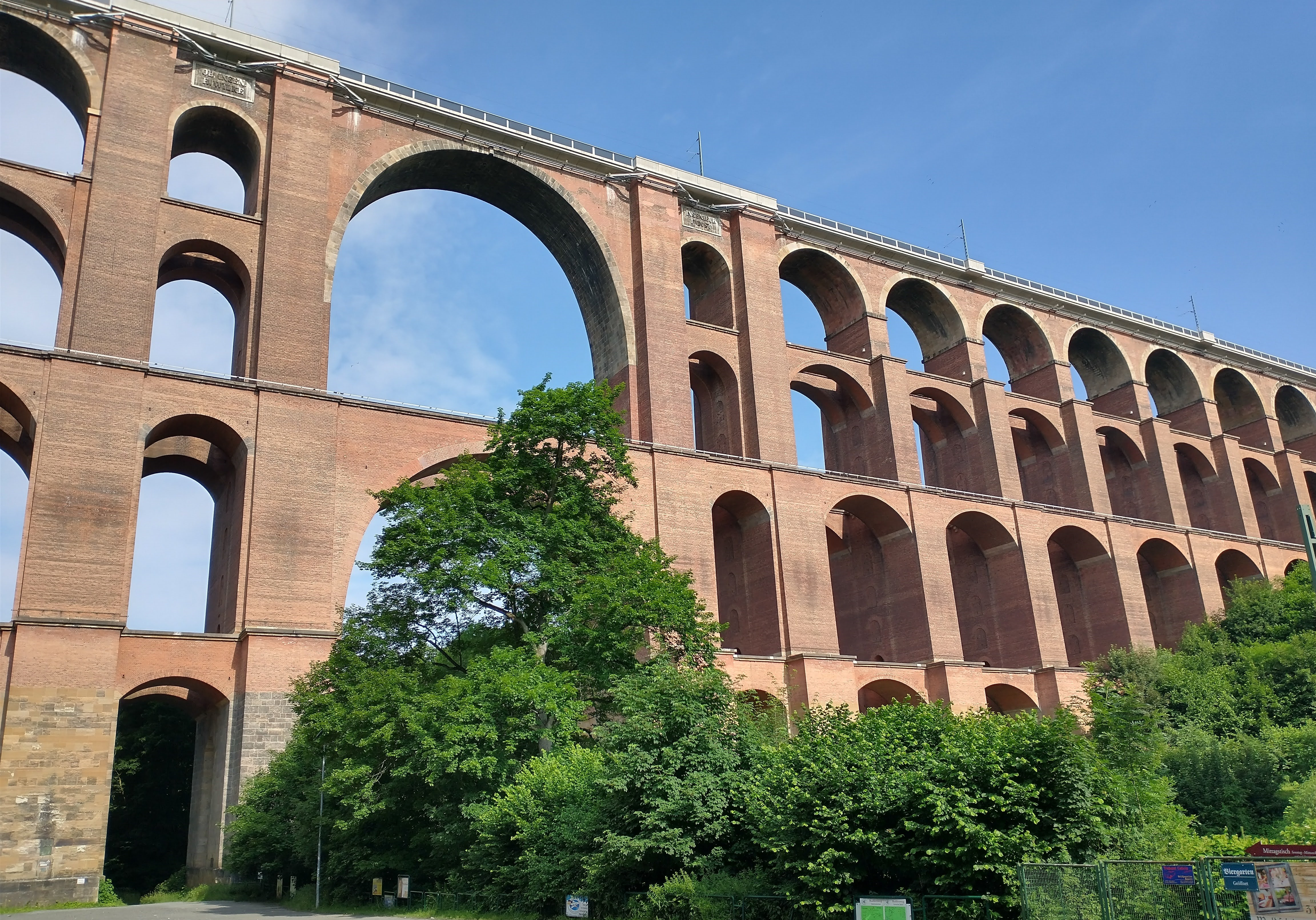
2009: Göltzschtalbrücke
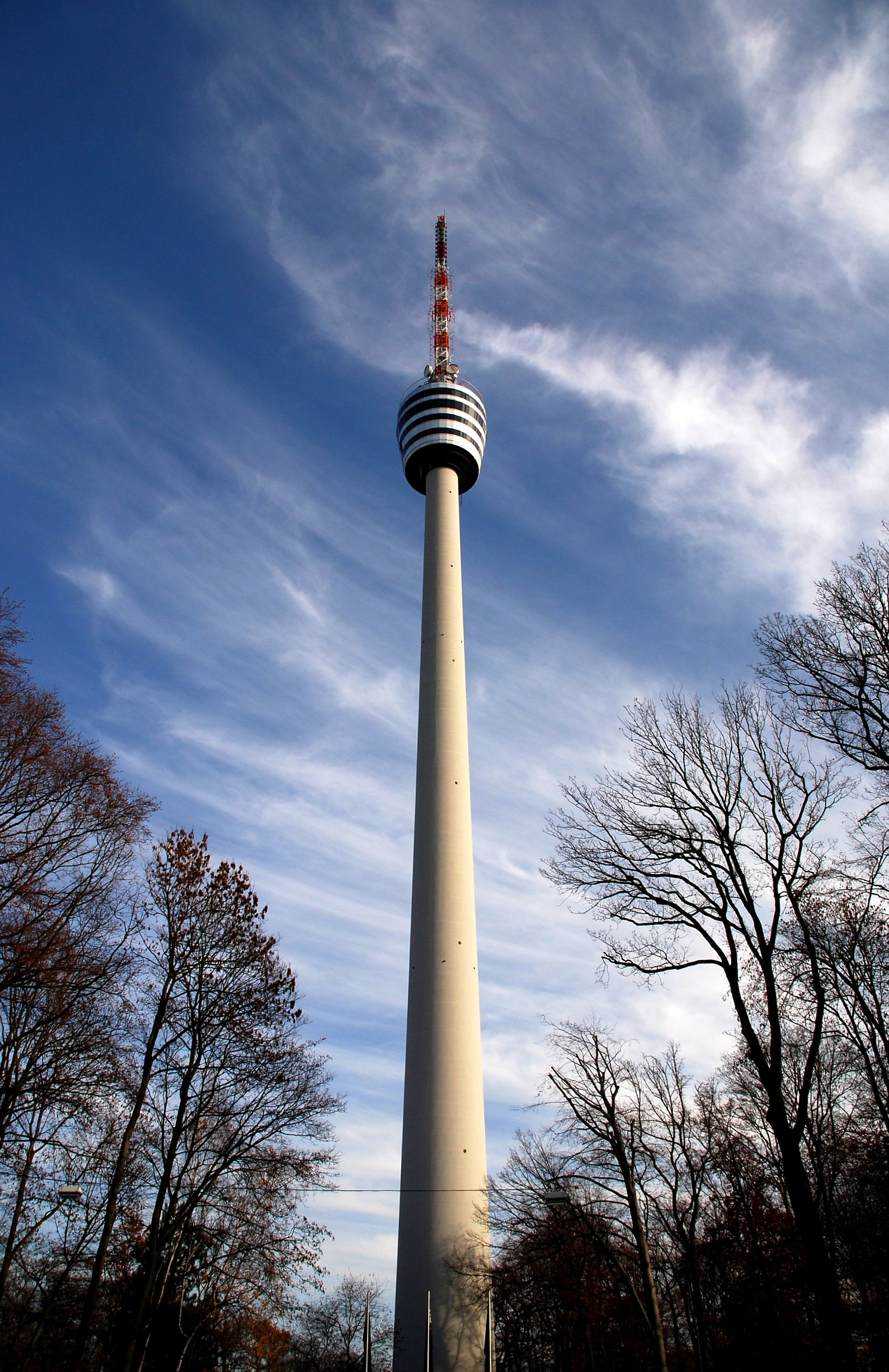
2009: Stuttgarter Fernsehturm
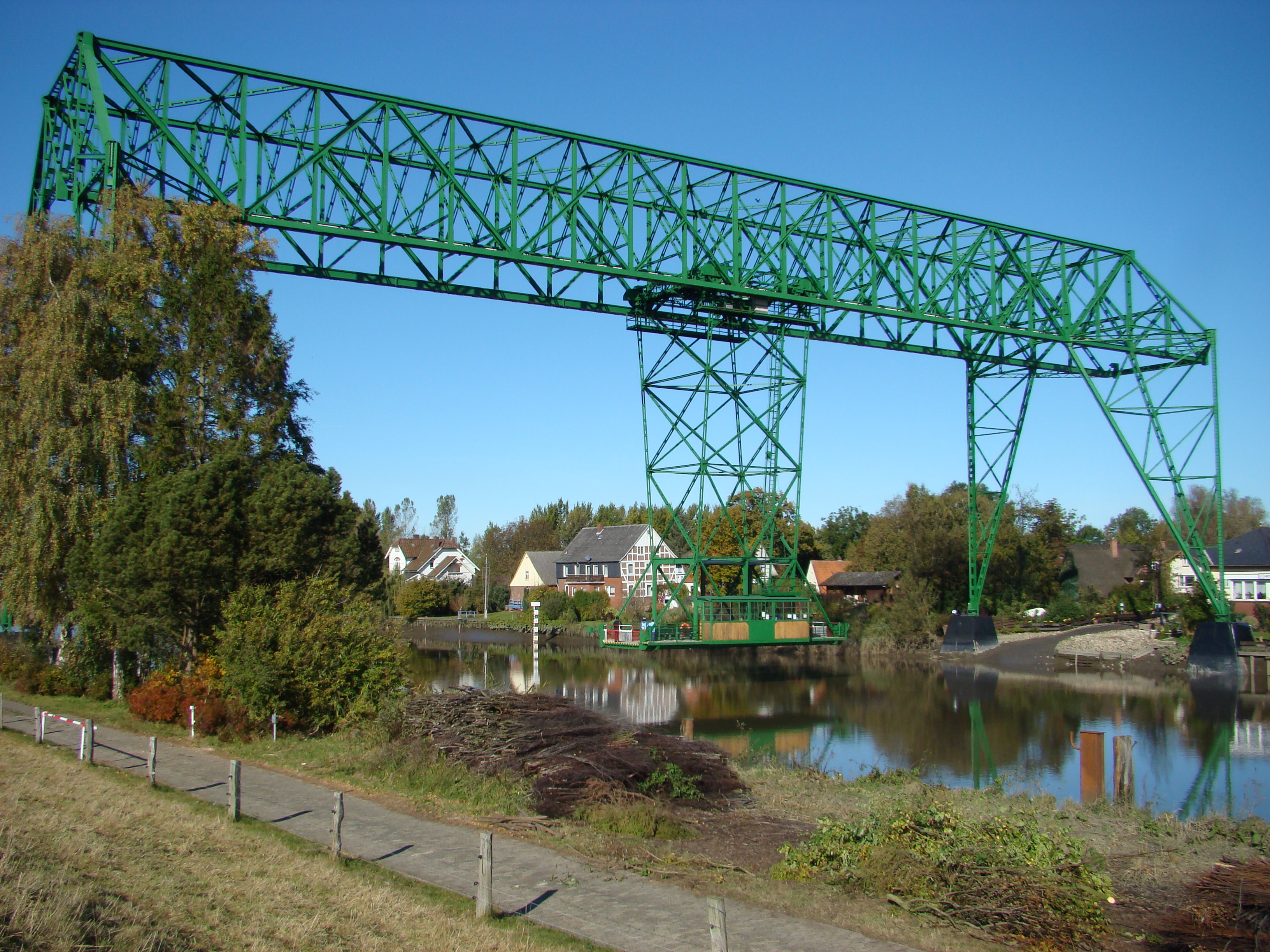
2009: Schwebefähre Osten–Hemmoor
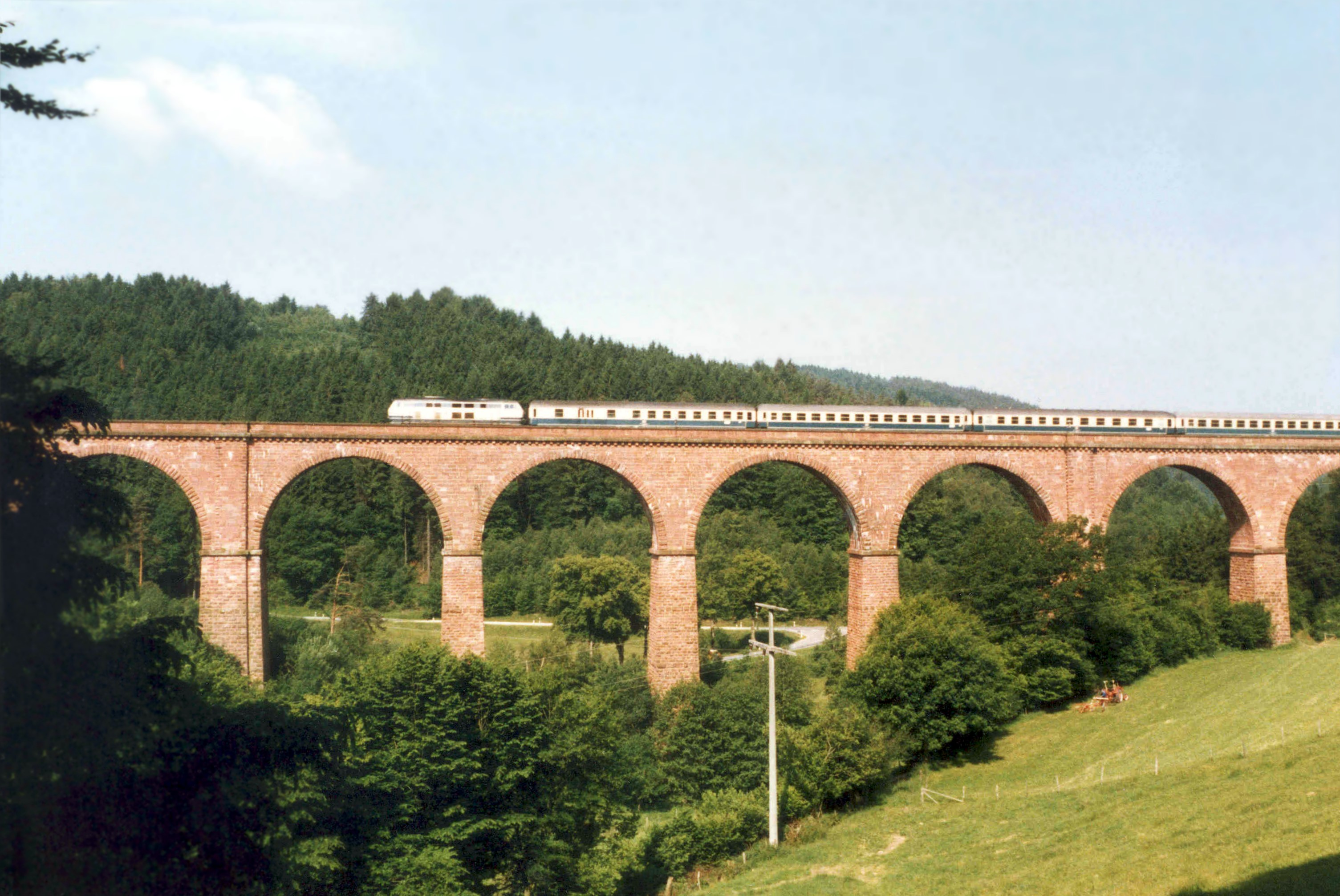
2010: Himbächel-Viadukt, Odenwaldbahn
2010: Leuchtturm Roter Sand
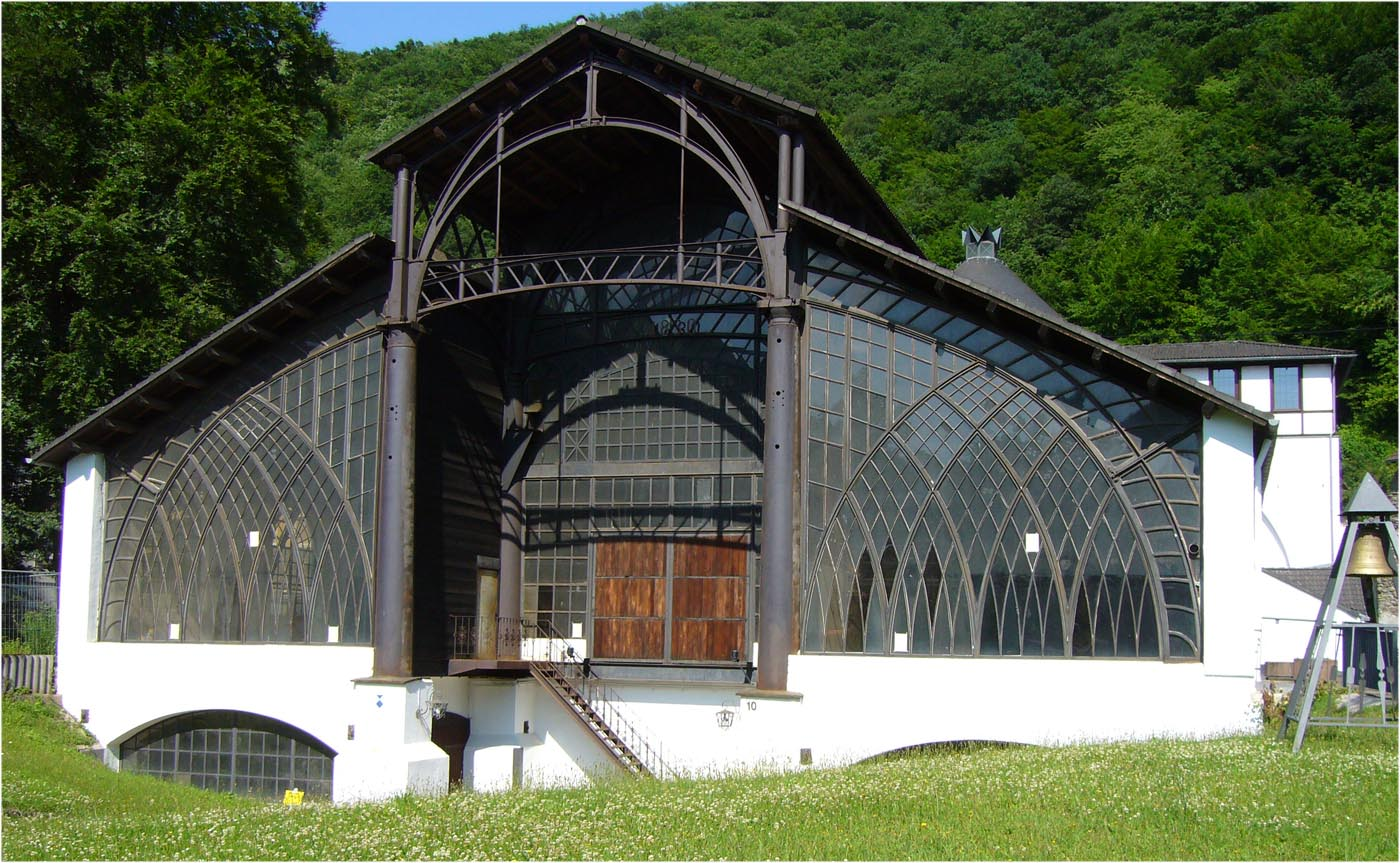
2010: Sayner Hütte
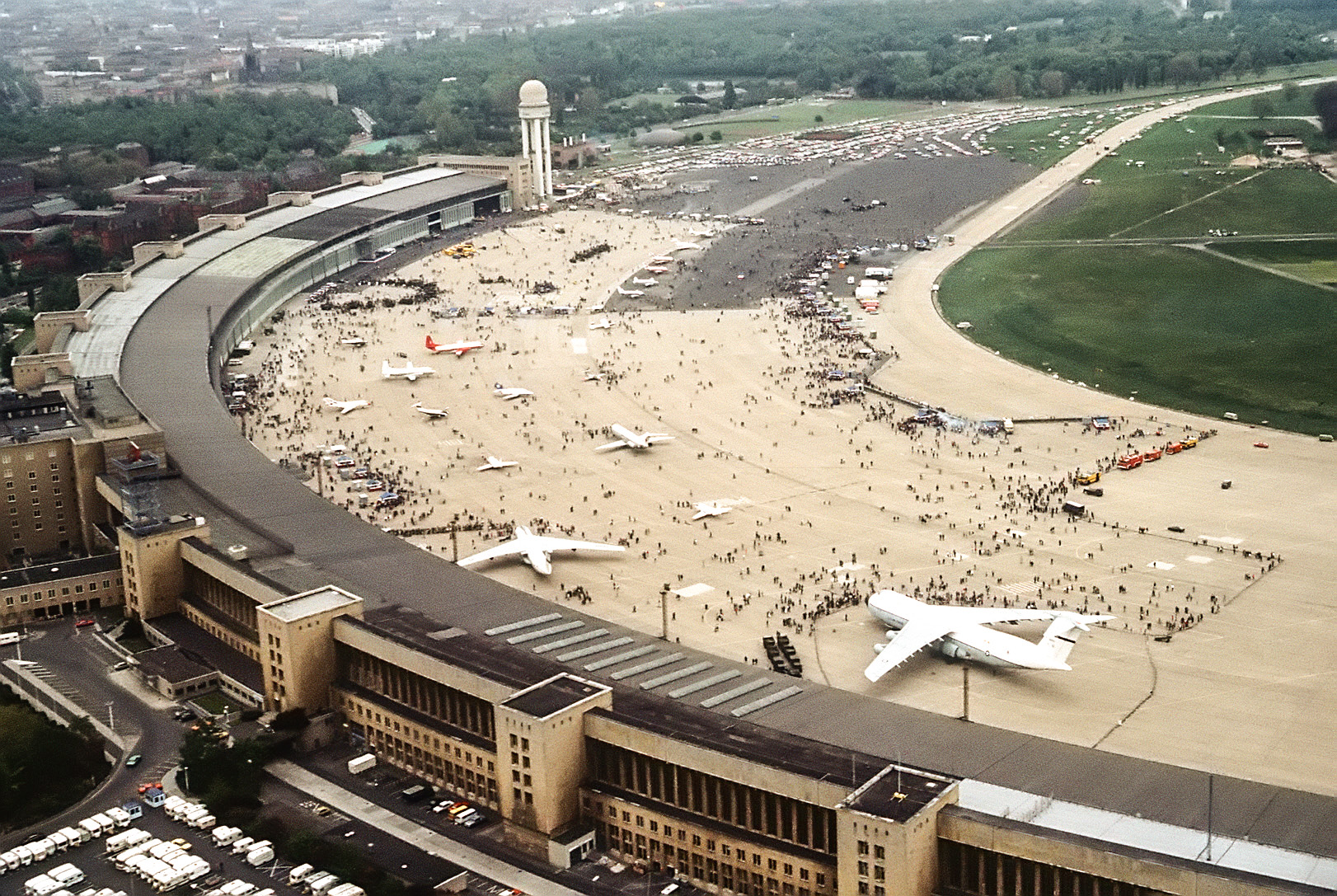
2011: Flughafen Berlin-Tempelhof
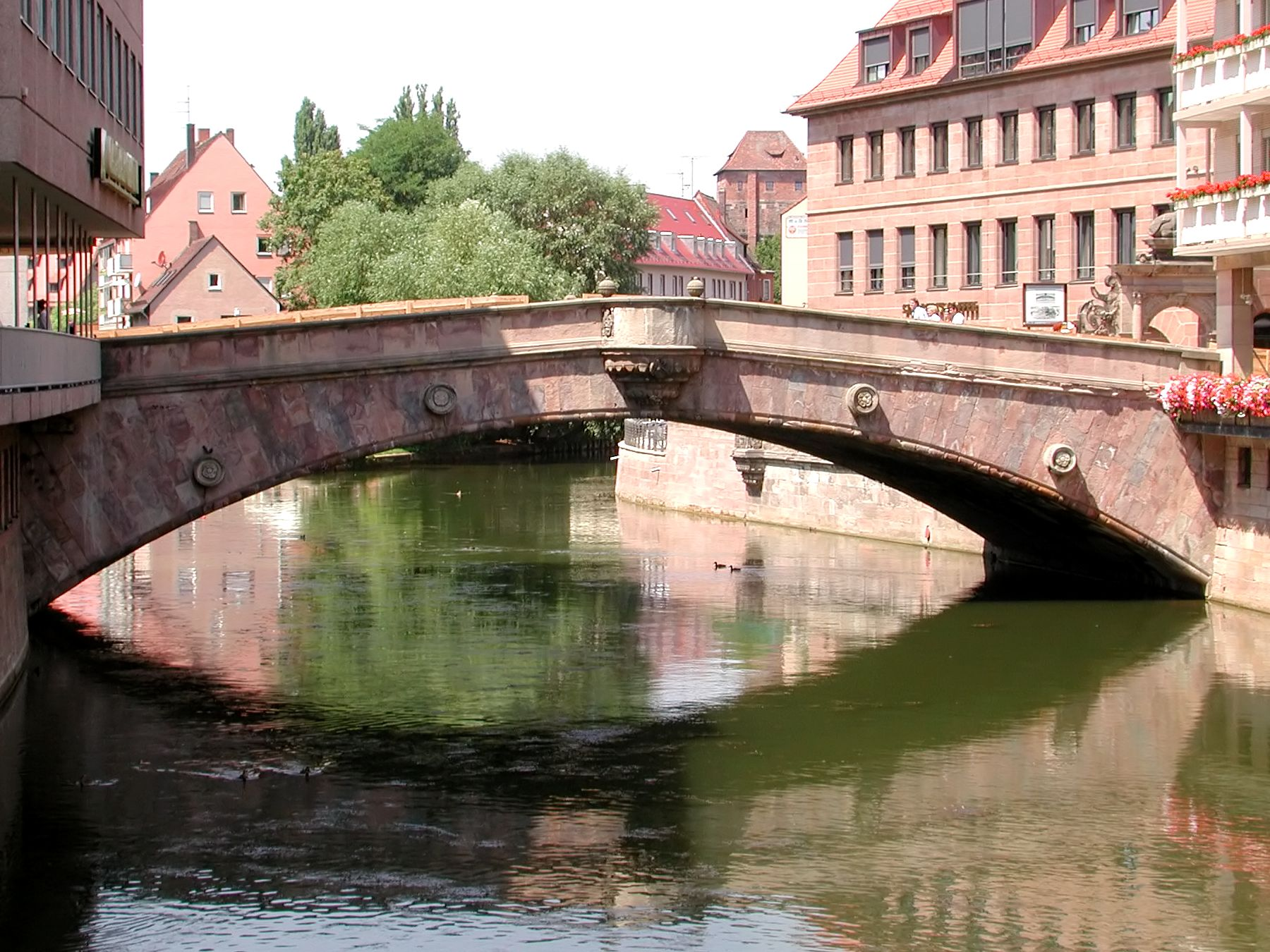
2011: Fleischbrücke
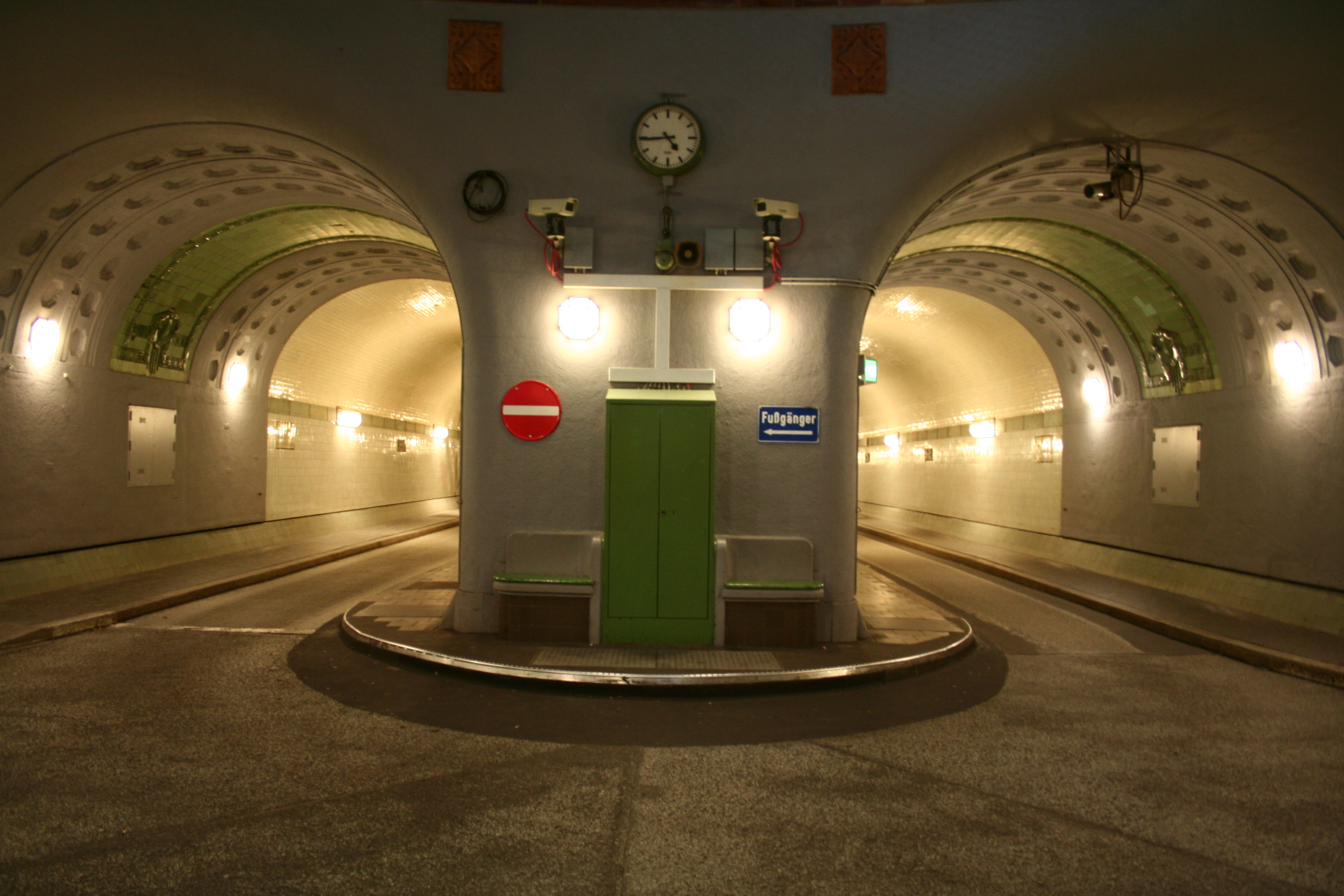
2011: St. Pauli Elbtunnel
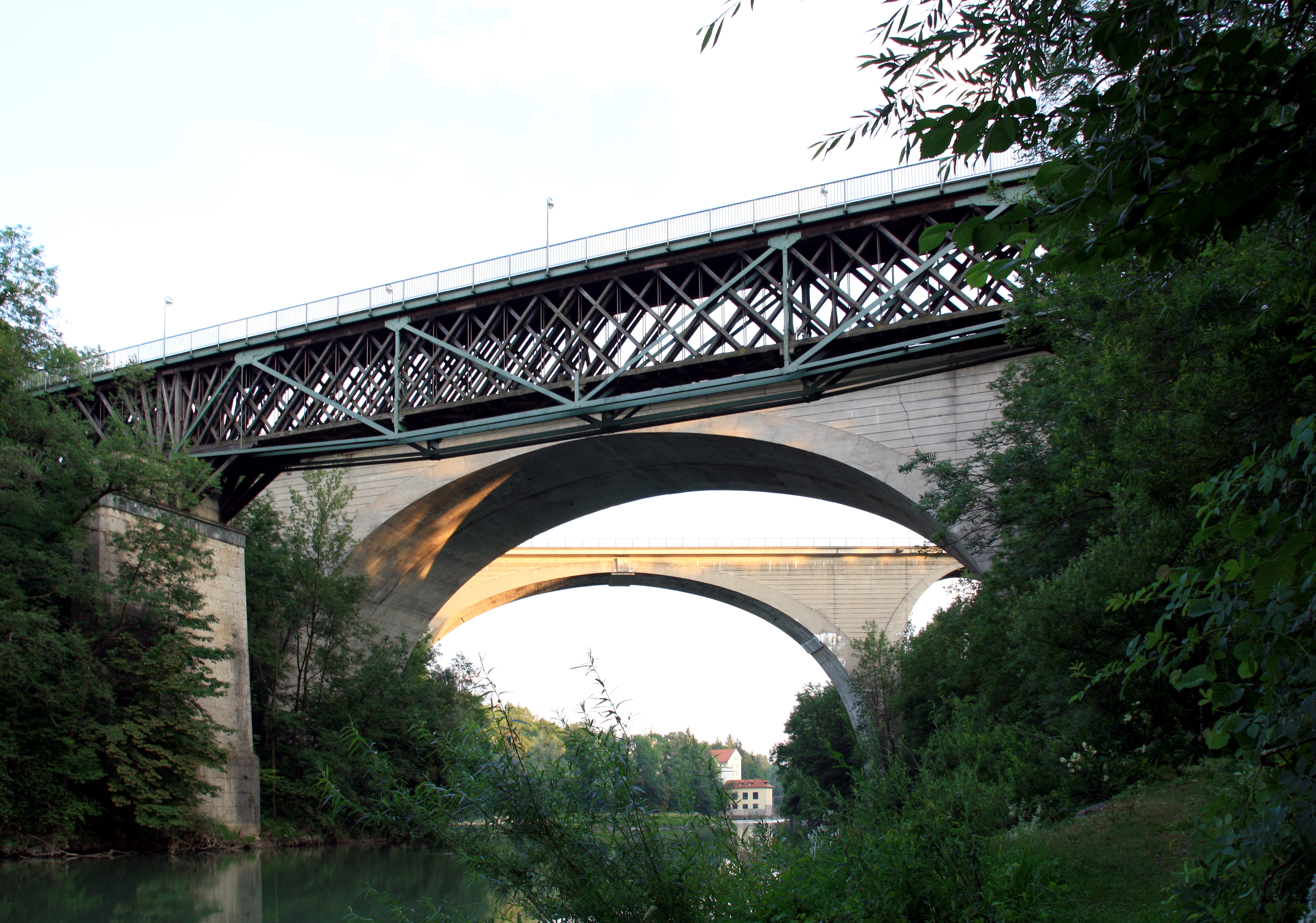
2012: König-Ludwig-Brücke
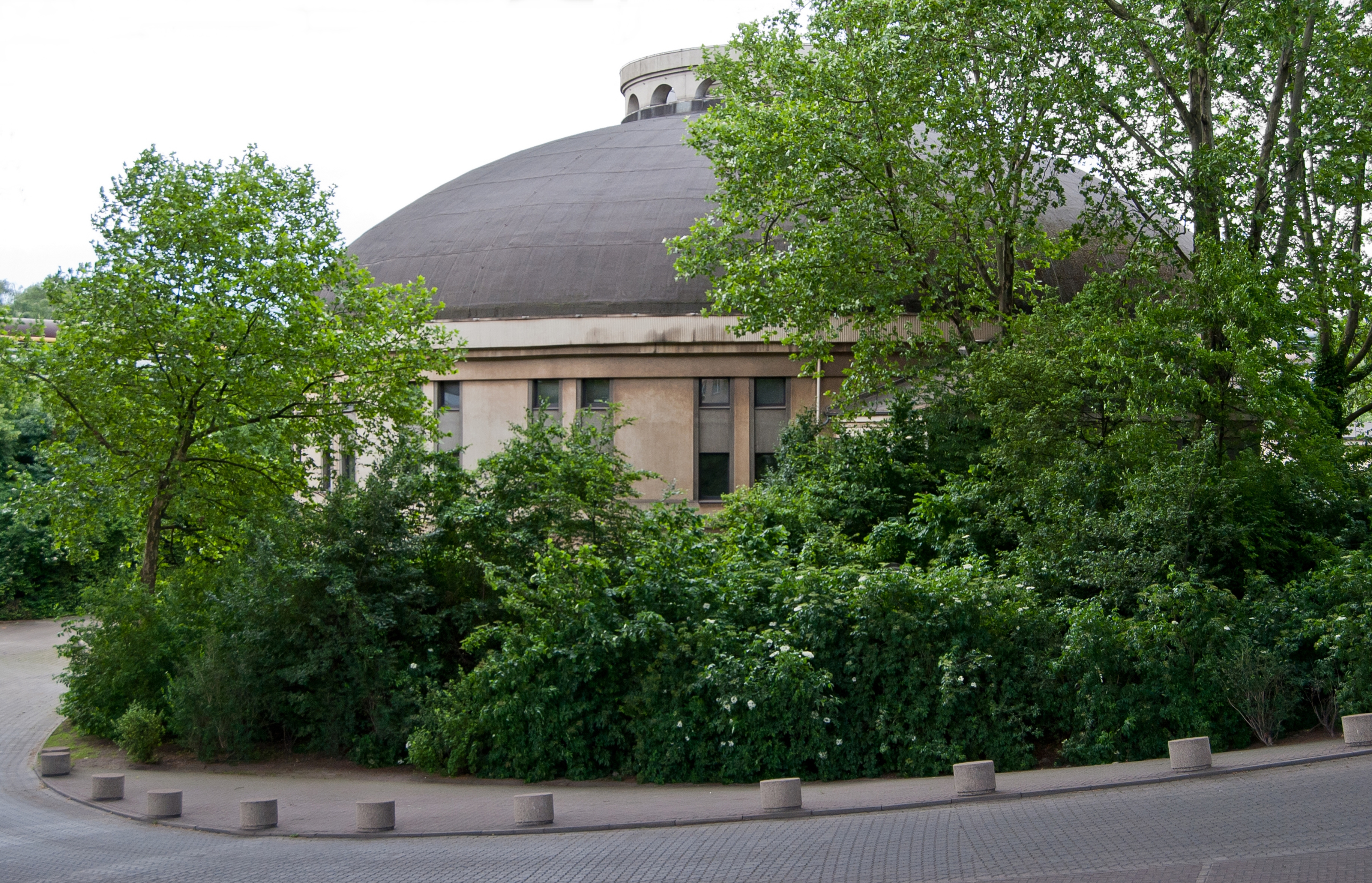
2013: Pumpwerk Alte Emscher
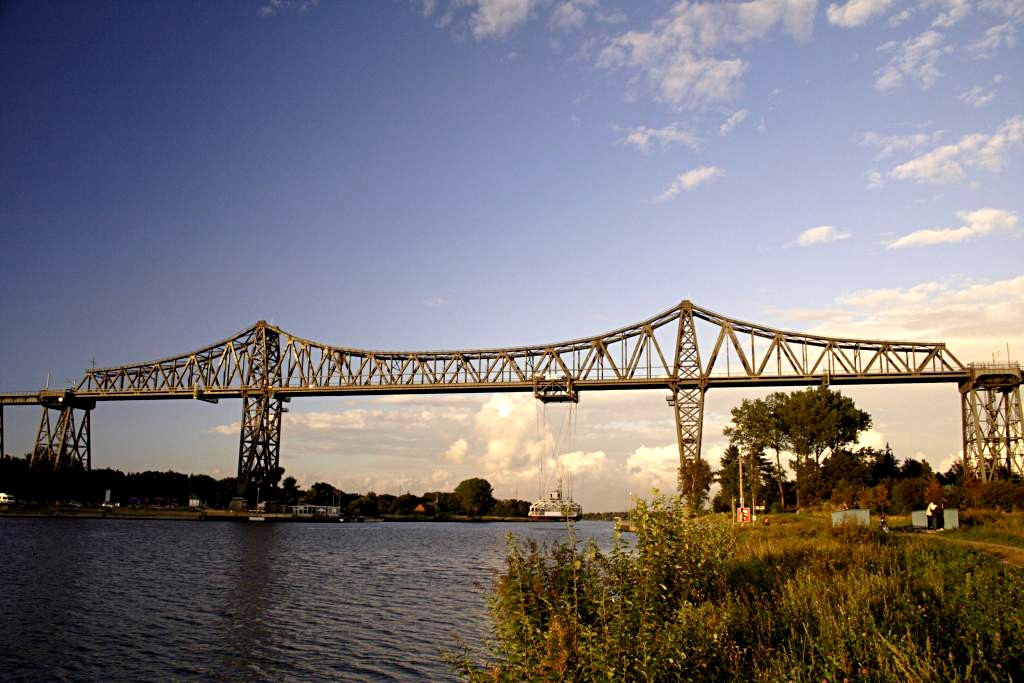
2013: Rendsburger Hochbrücke
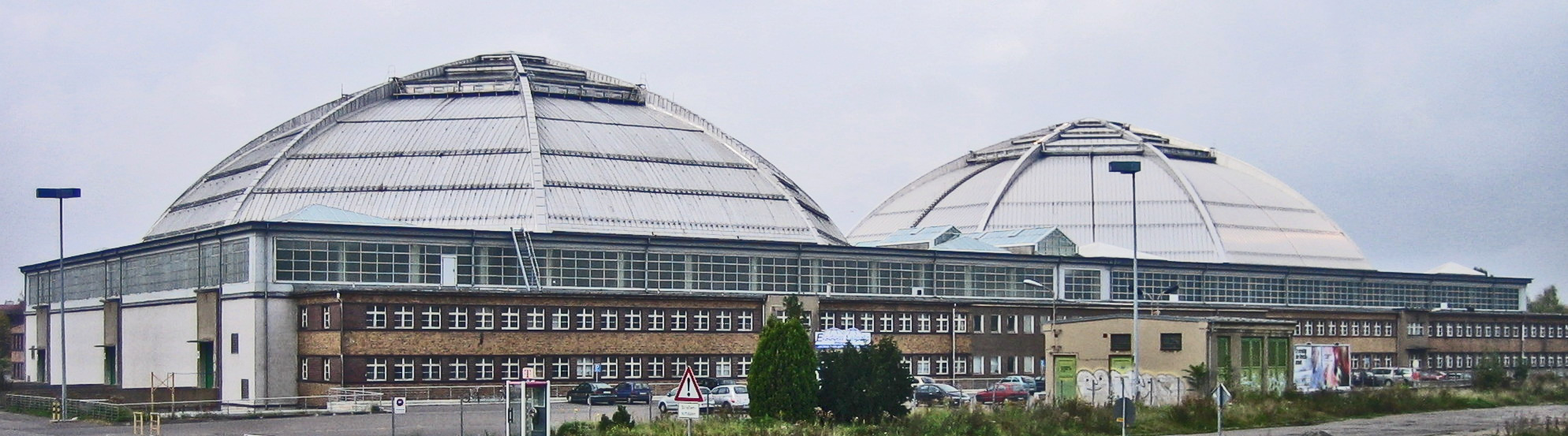
2013: Großmarkthalle Leipzig
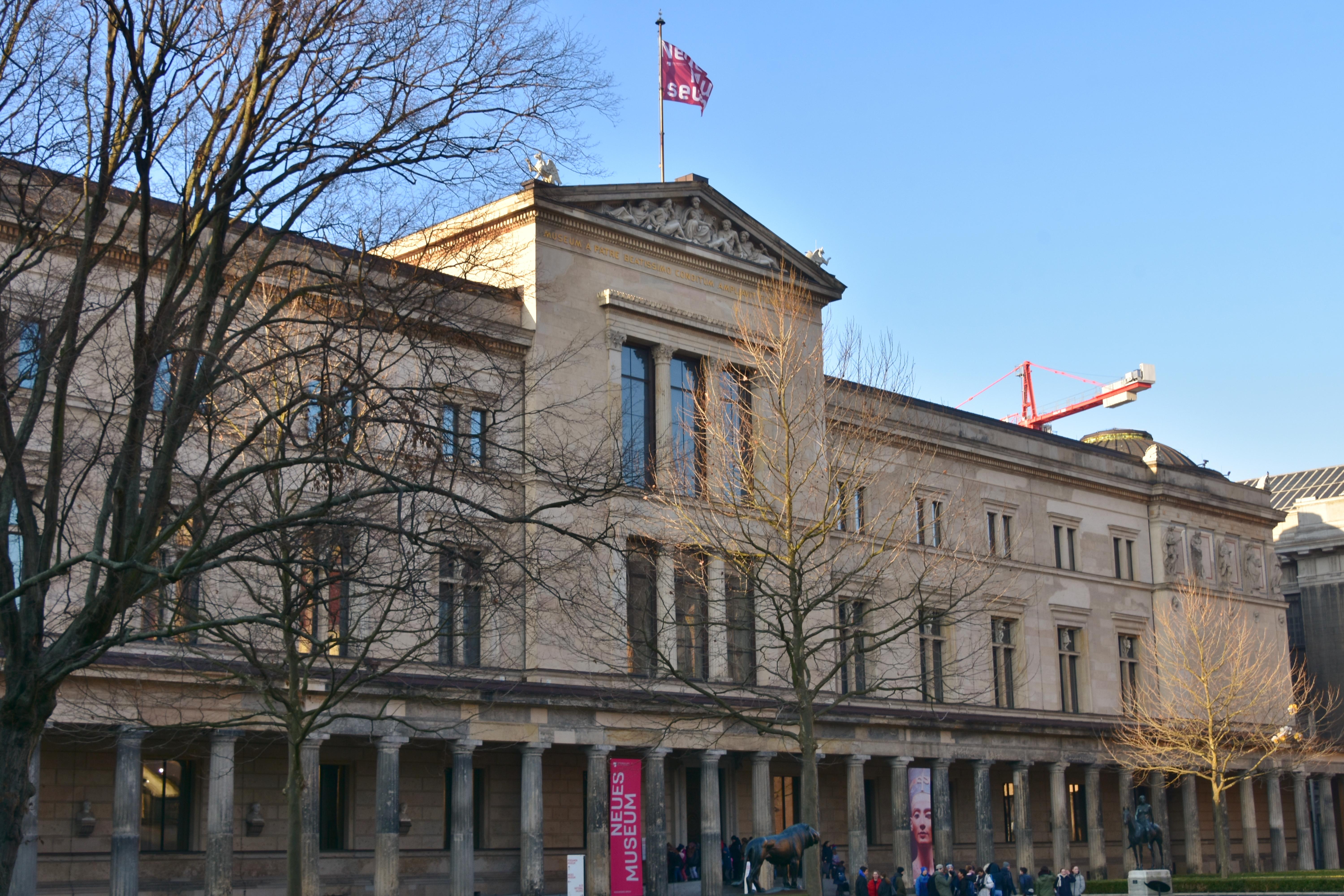
2014: Neues Museum Berlin
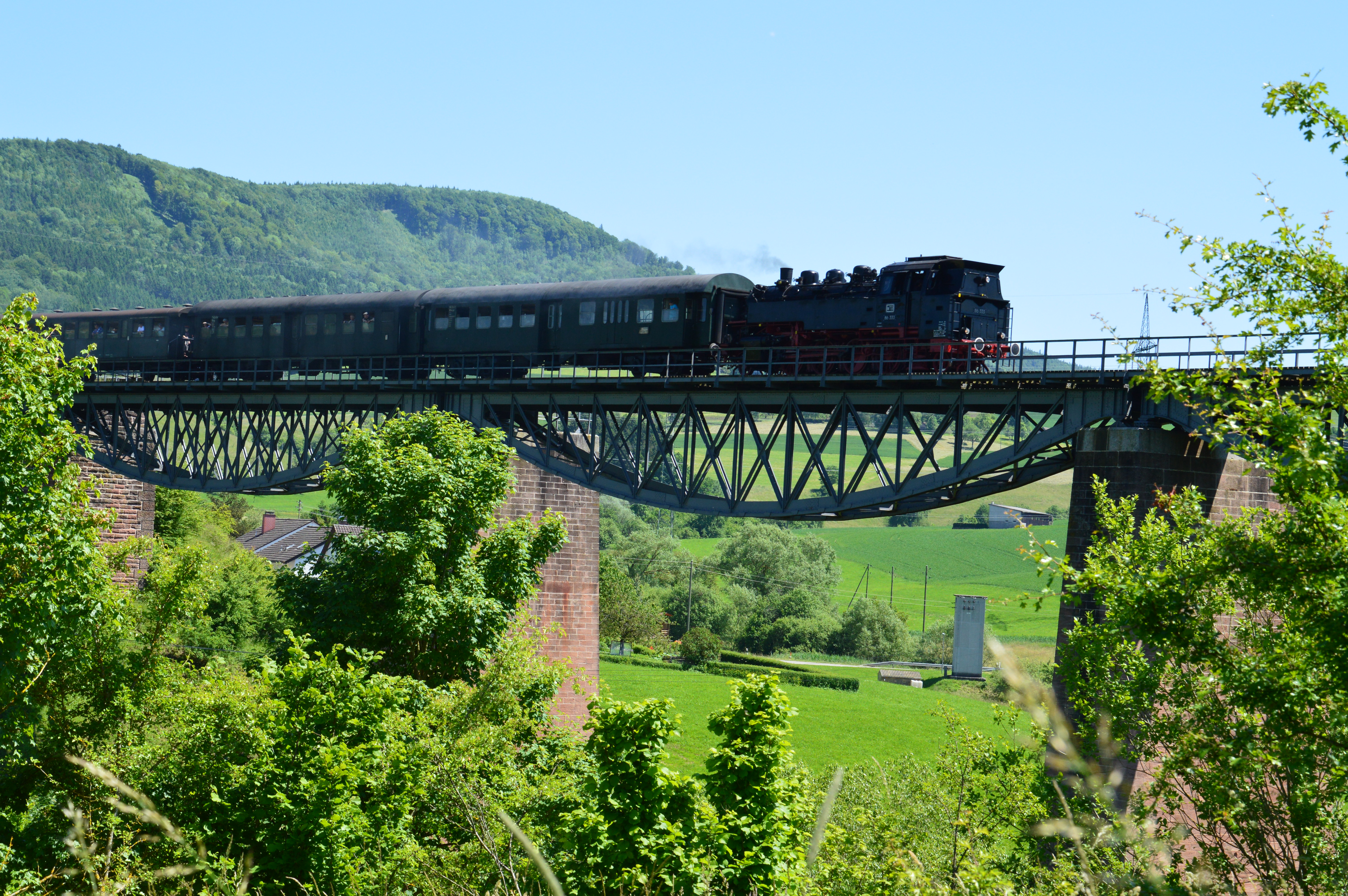
2014: Wutachtalbahn
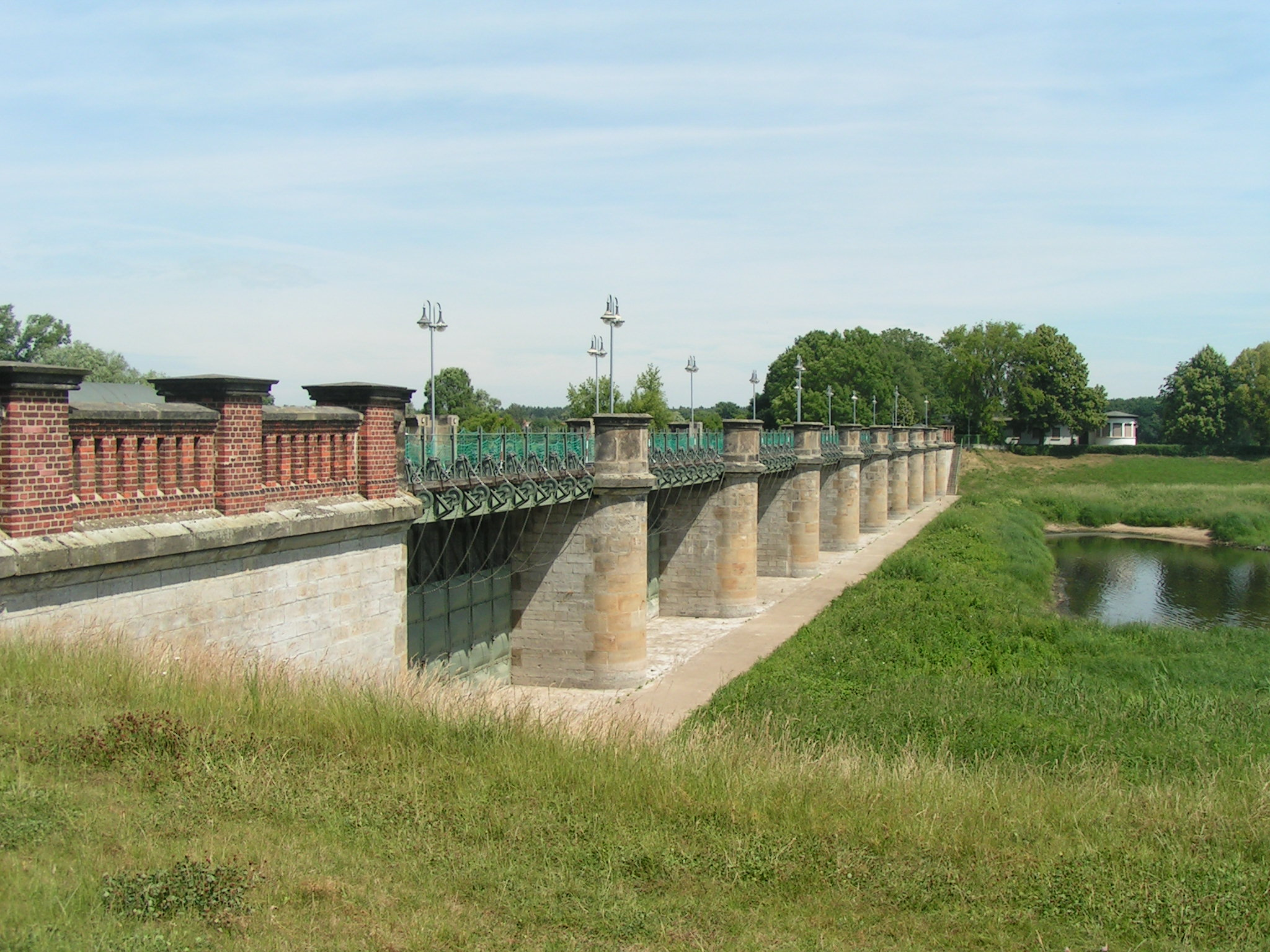
2015: Pretziener Wehr
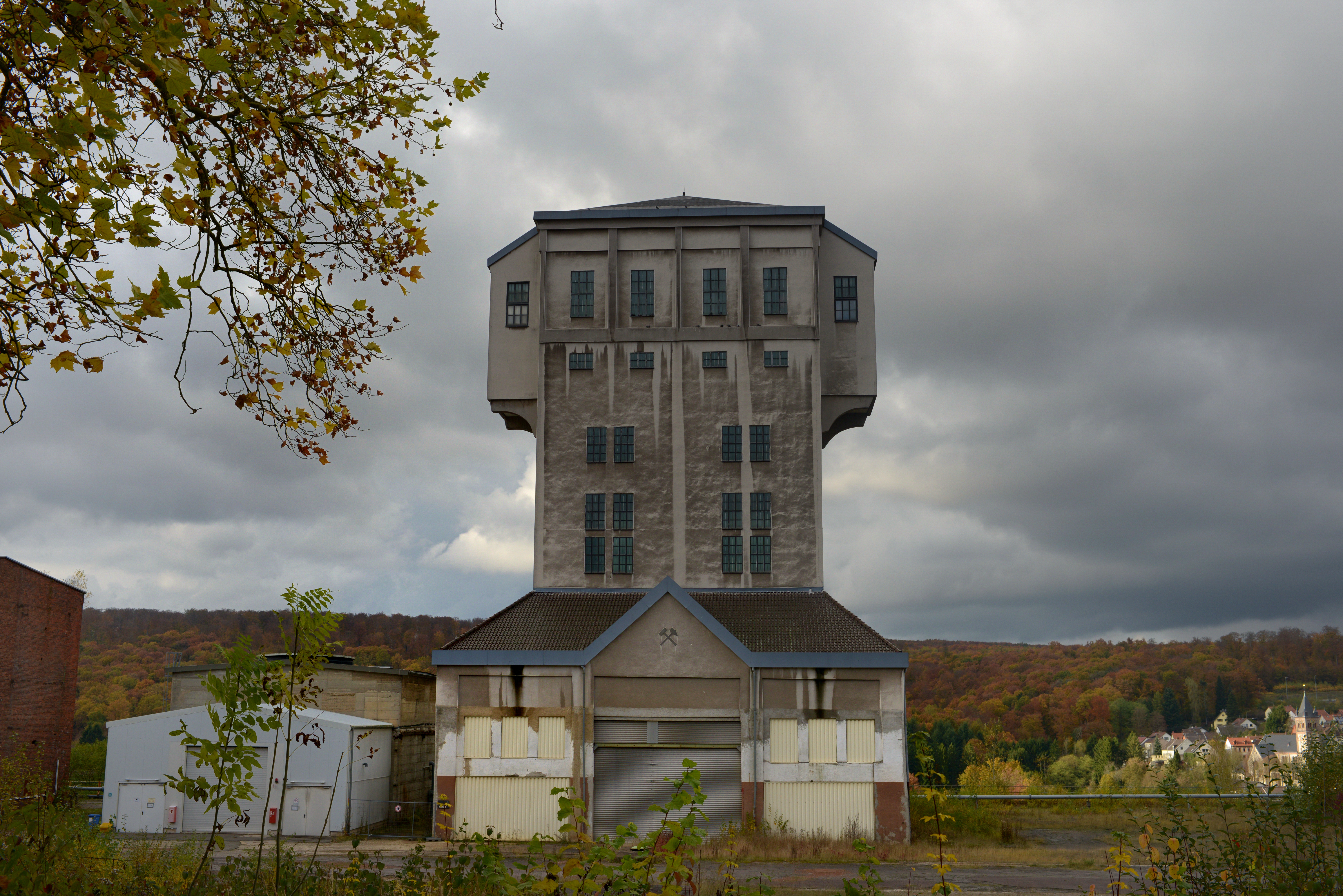
2016: Förderturm Camphausen IV
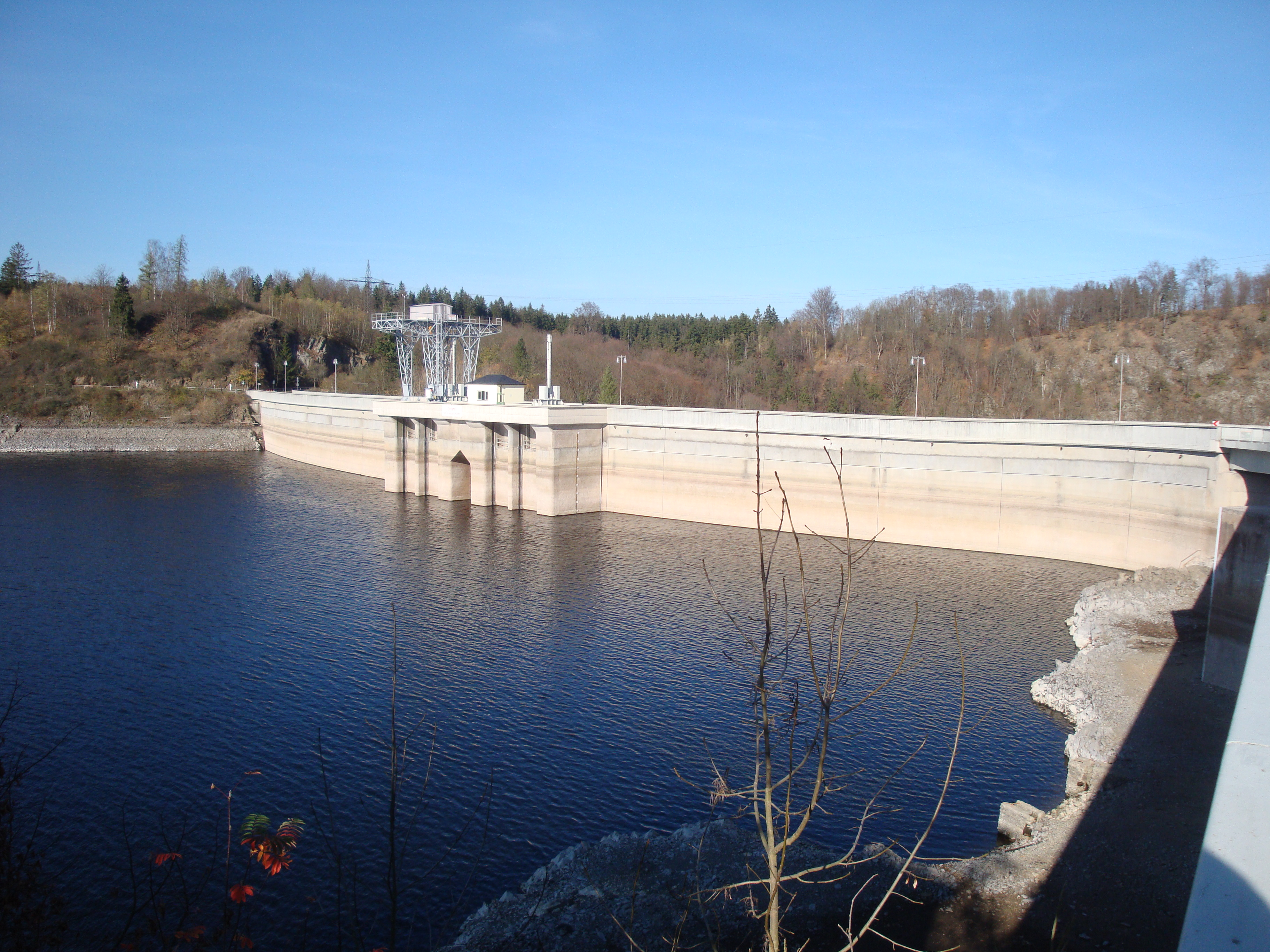
2016: Bleilochtalsperre
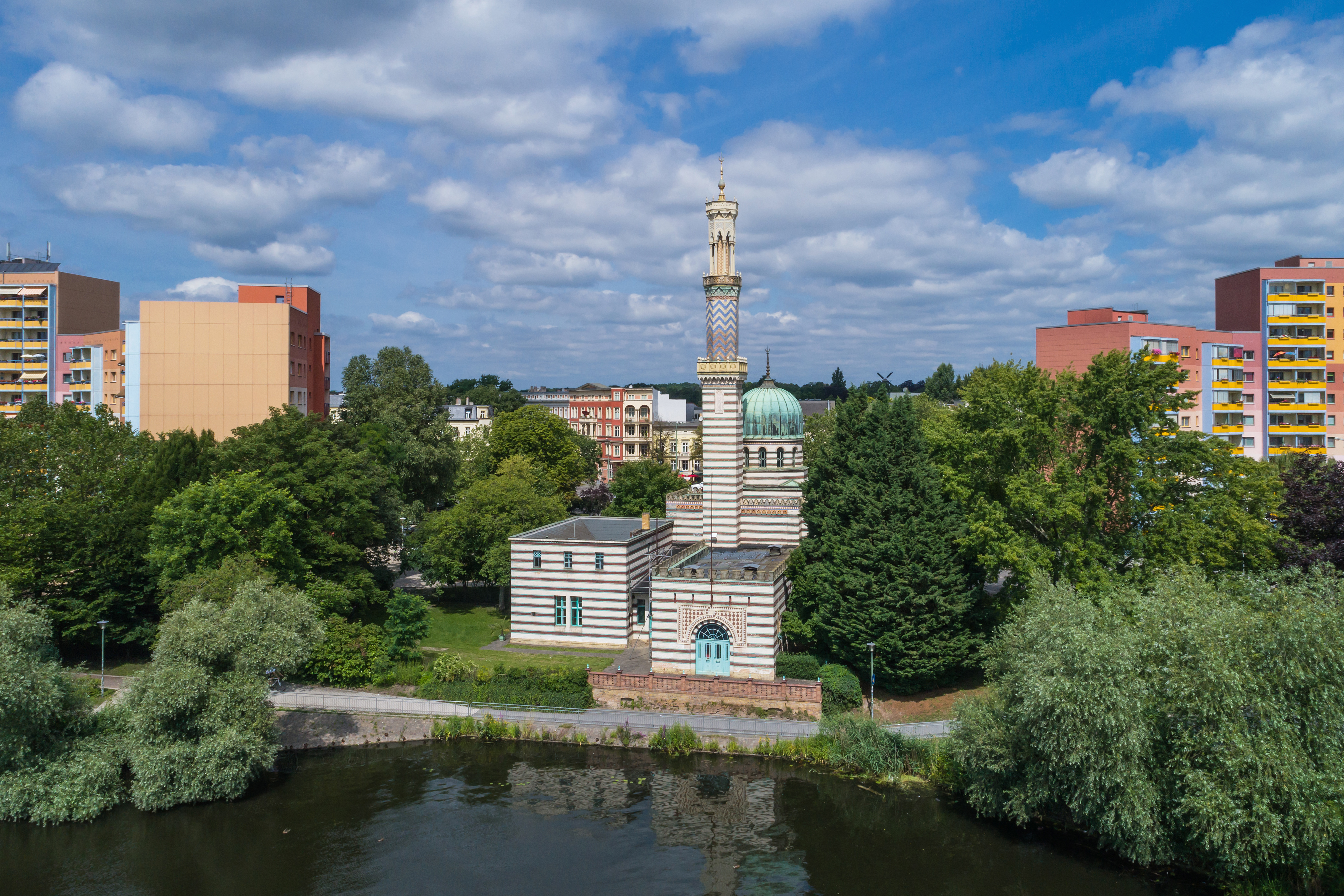
2017: Dampfmaschinenhaus „Moschee“ von Potsdam
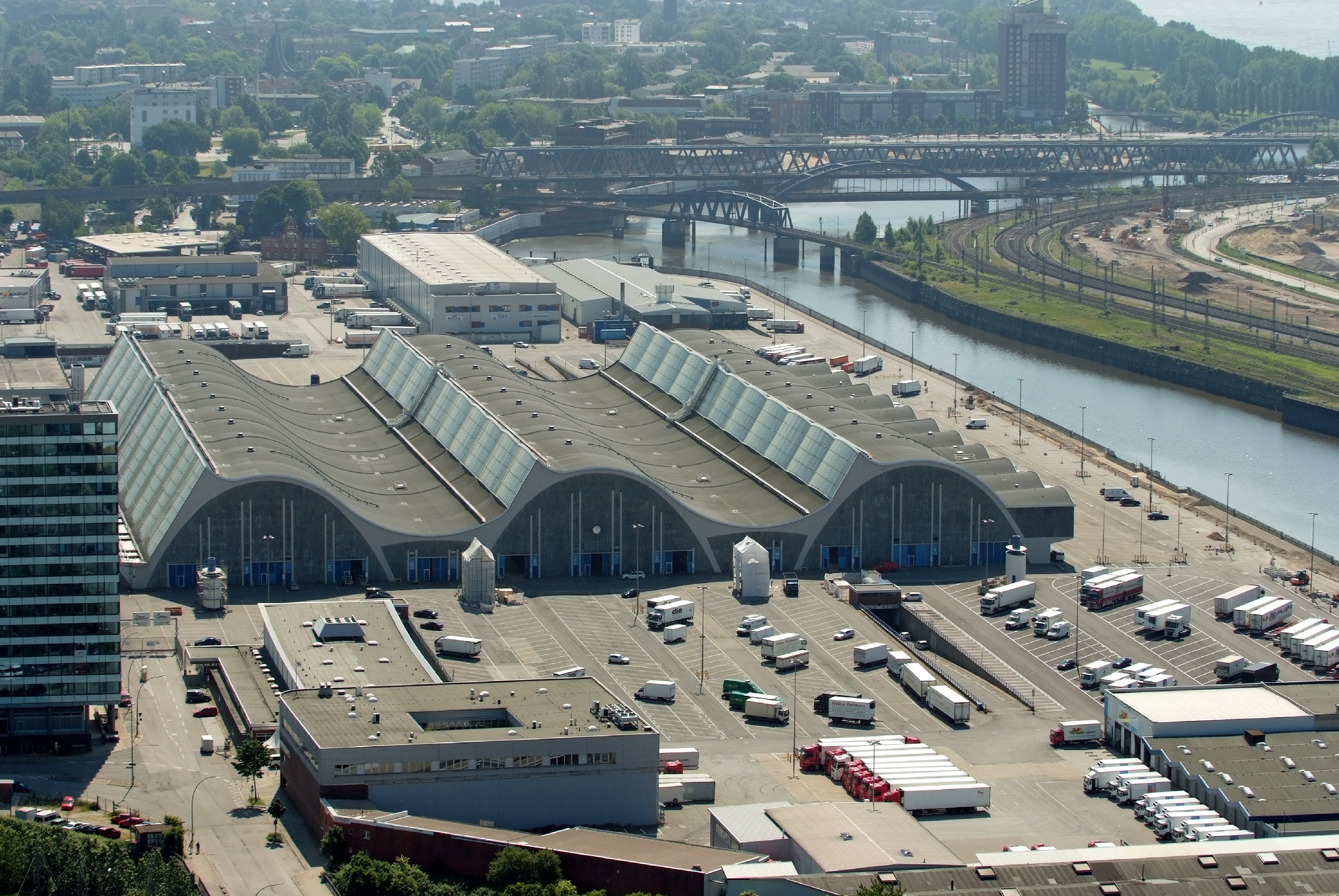
2017: Großmarkthalle Hamburg
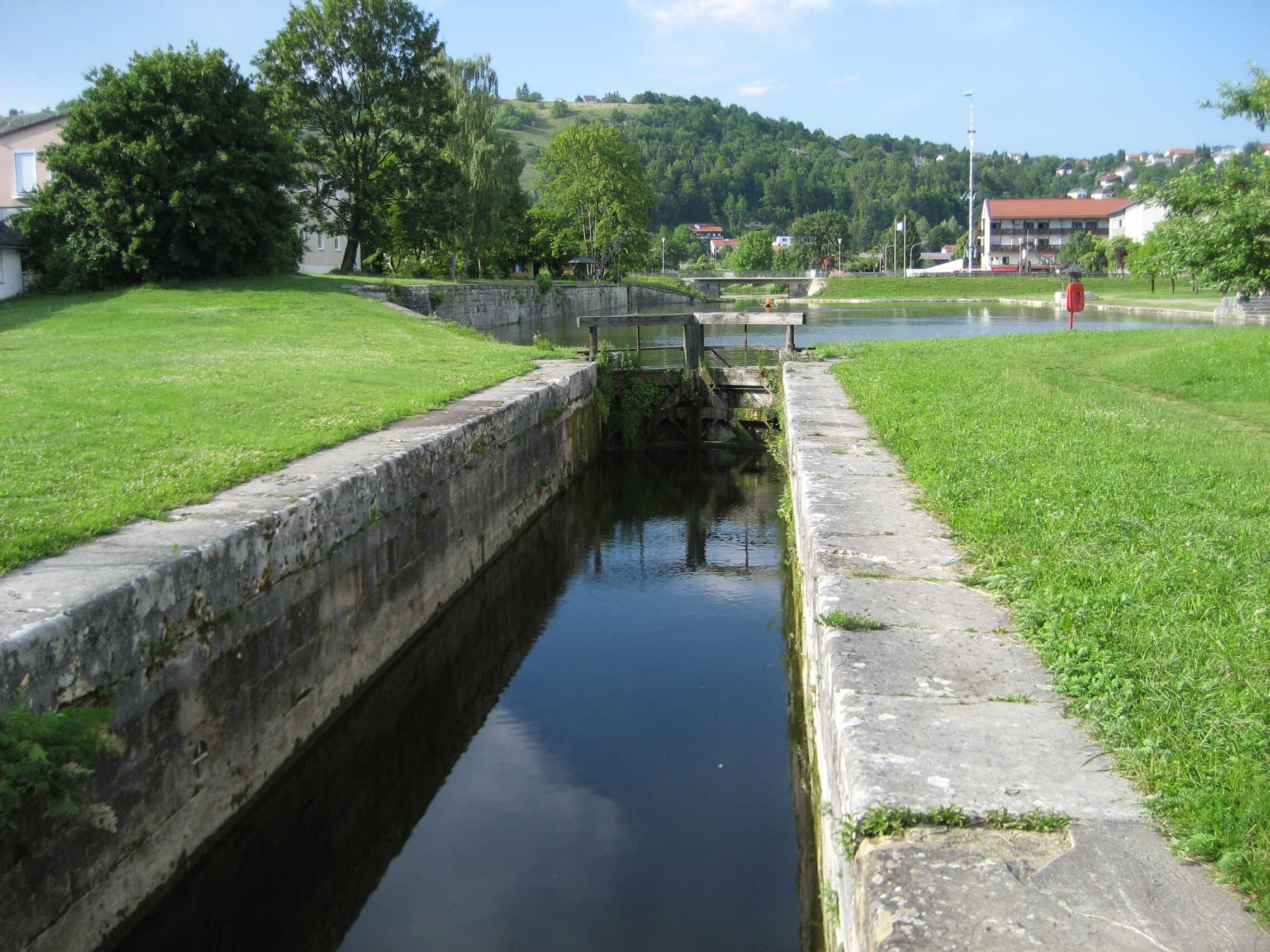
2018: Kanalhafen Kelheim und Schleuse 1 am Ludwig-Donau-Main-Kanal
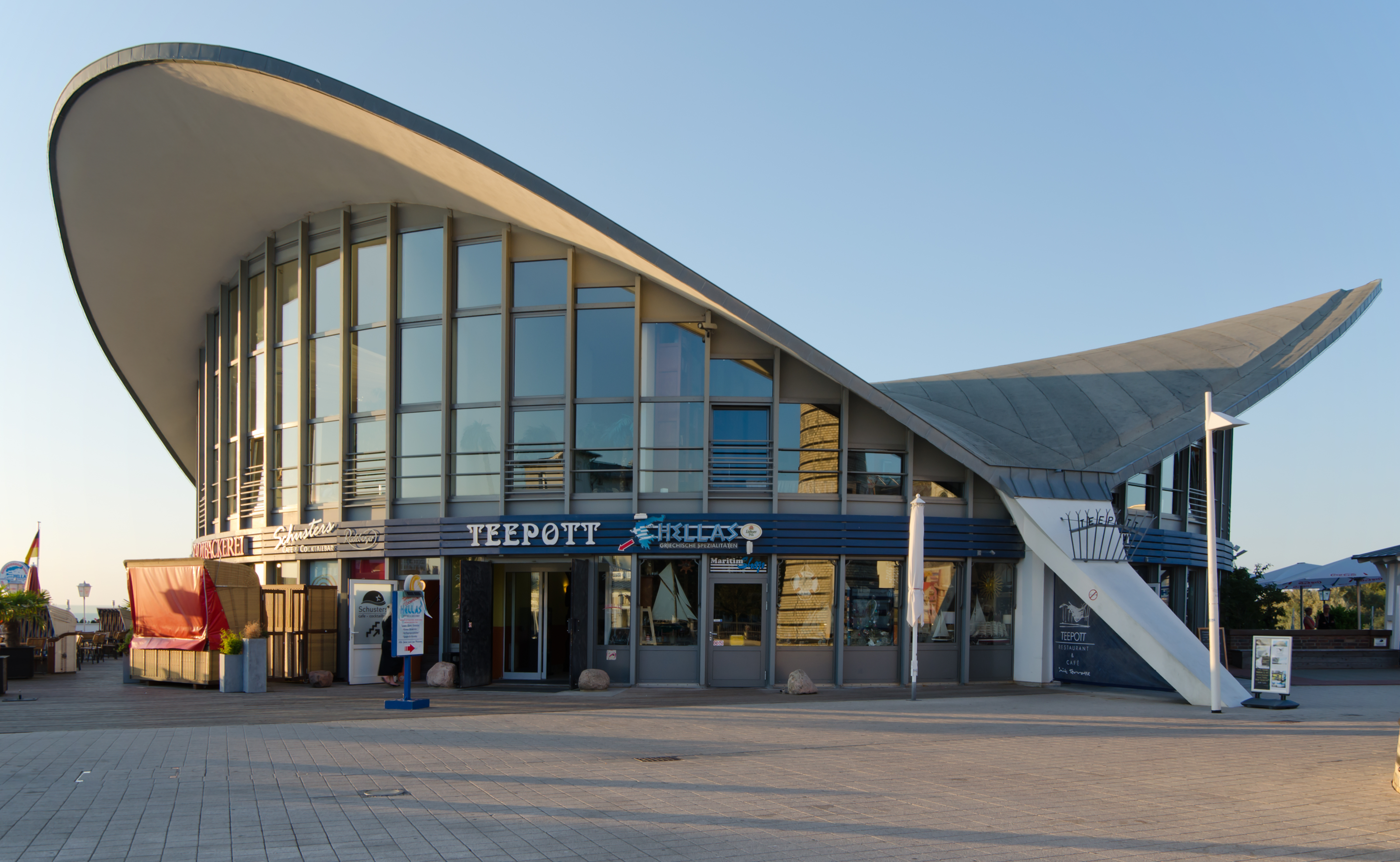
2018: Teepott Warnemünde
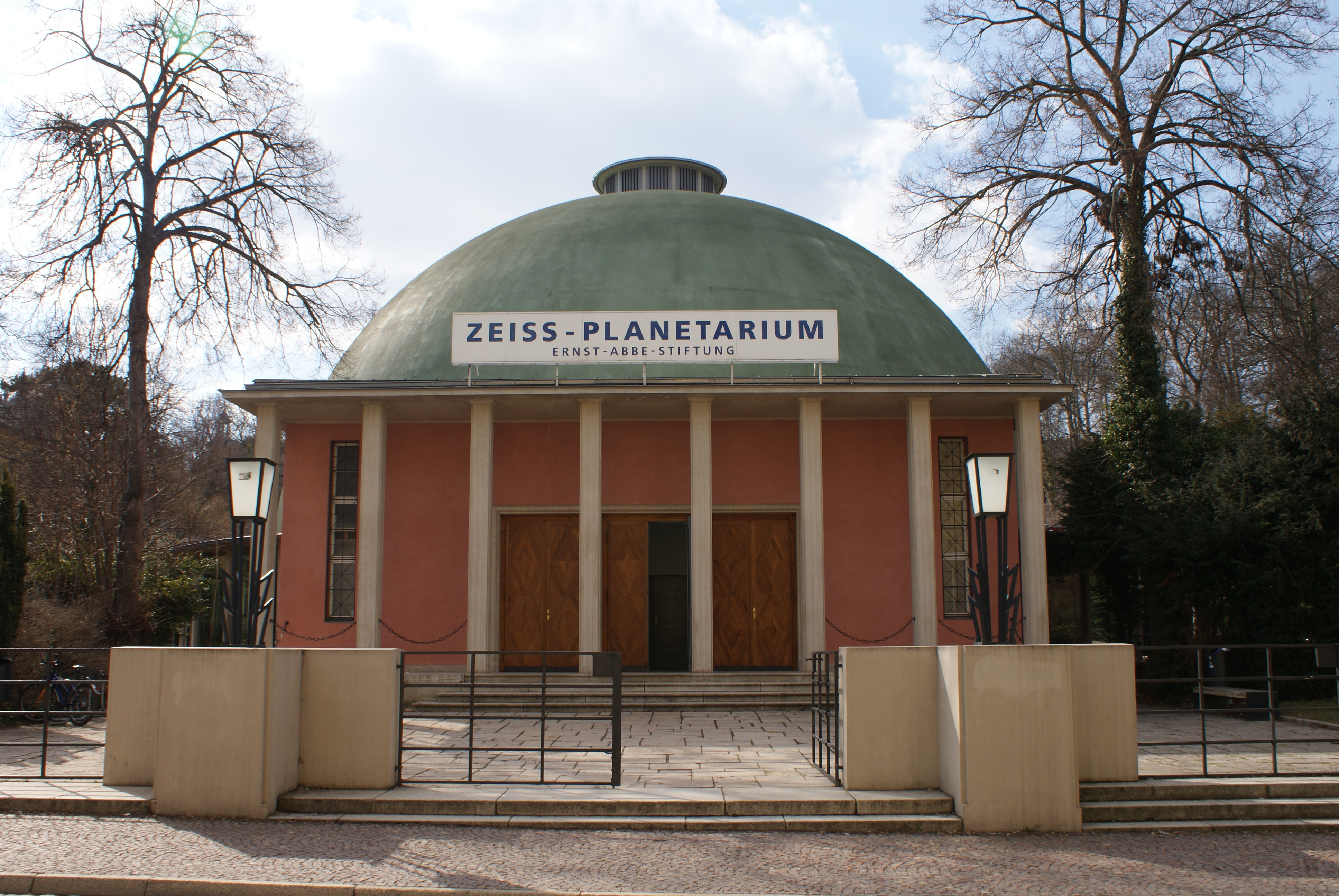
2019: Planetarium Jena
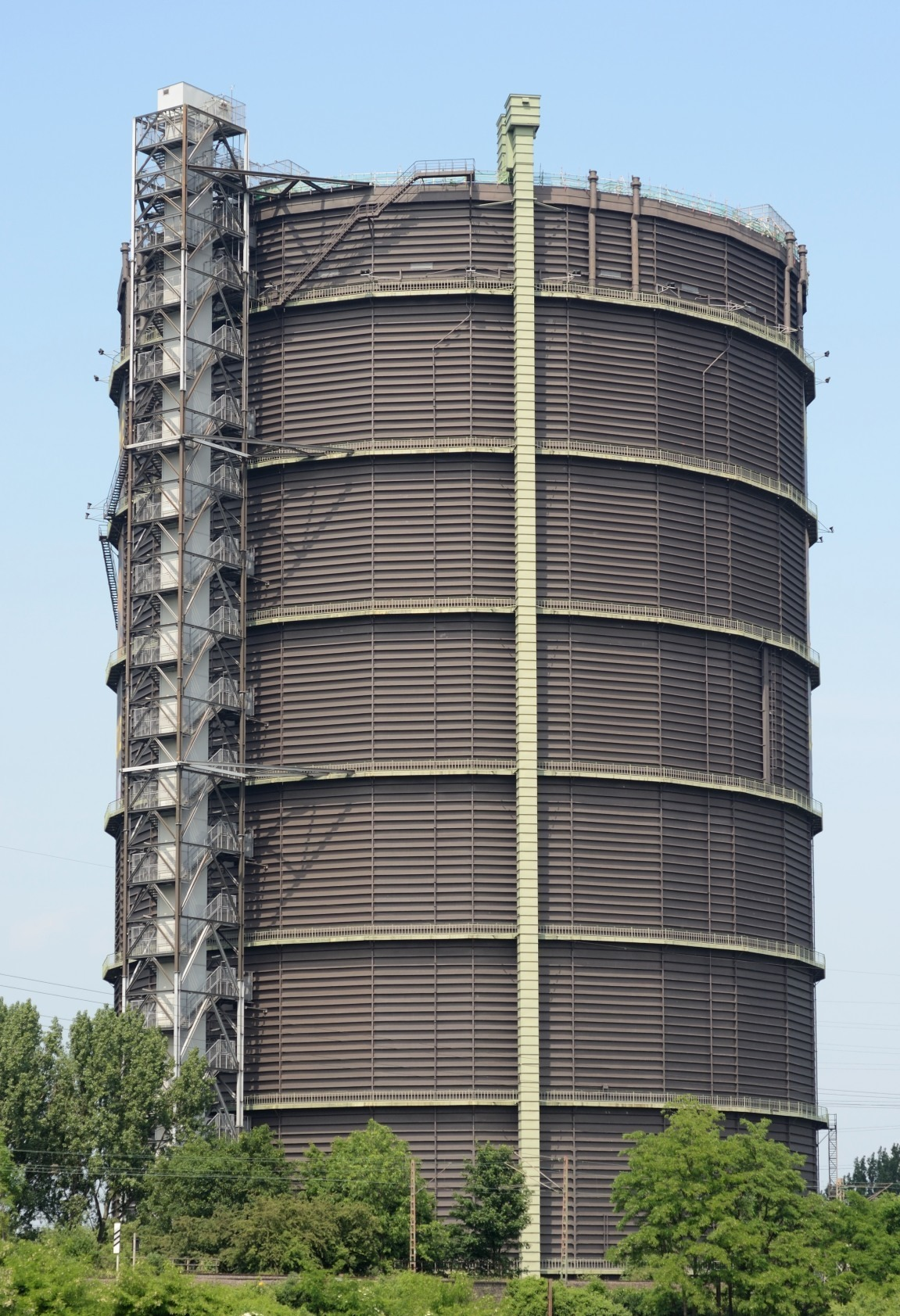
2019: Gasometer Oberhausen
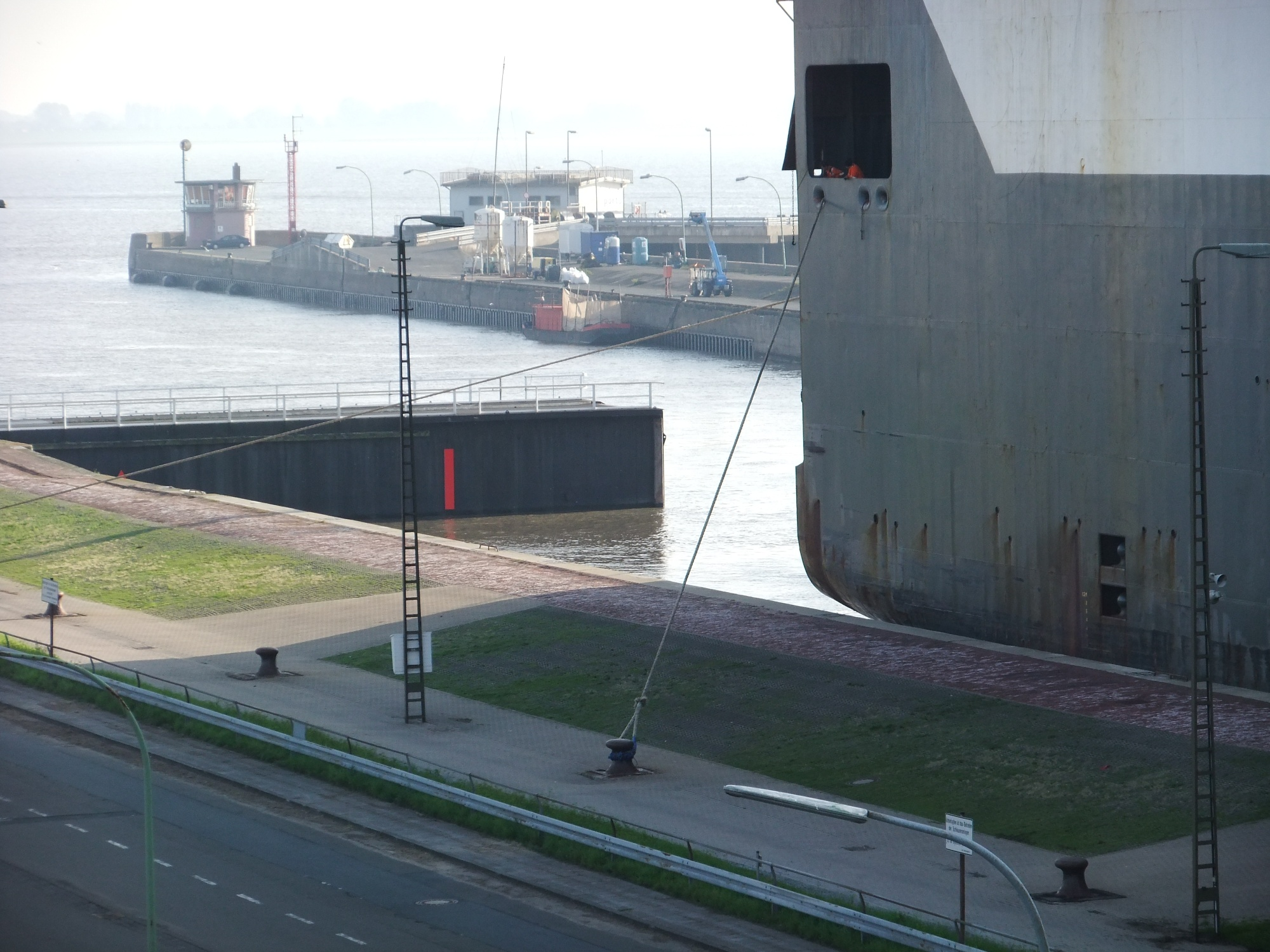
2020: Nordschleuse Bremerhaven
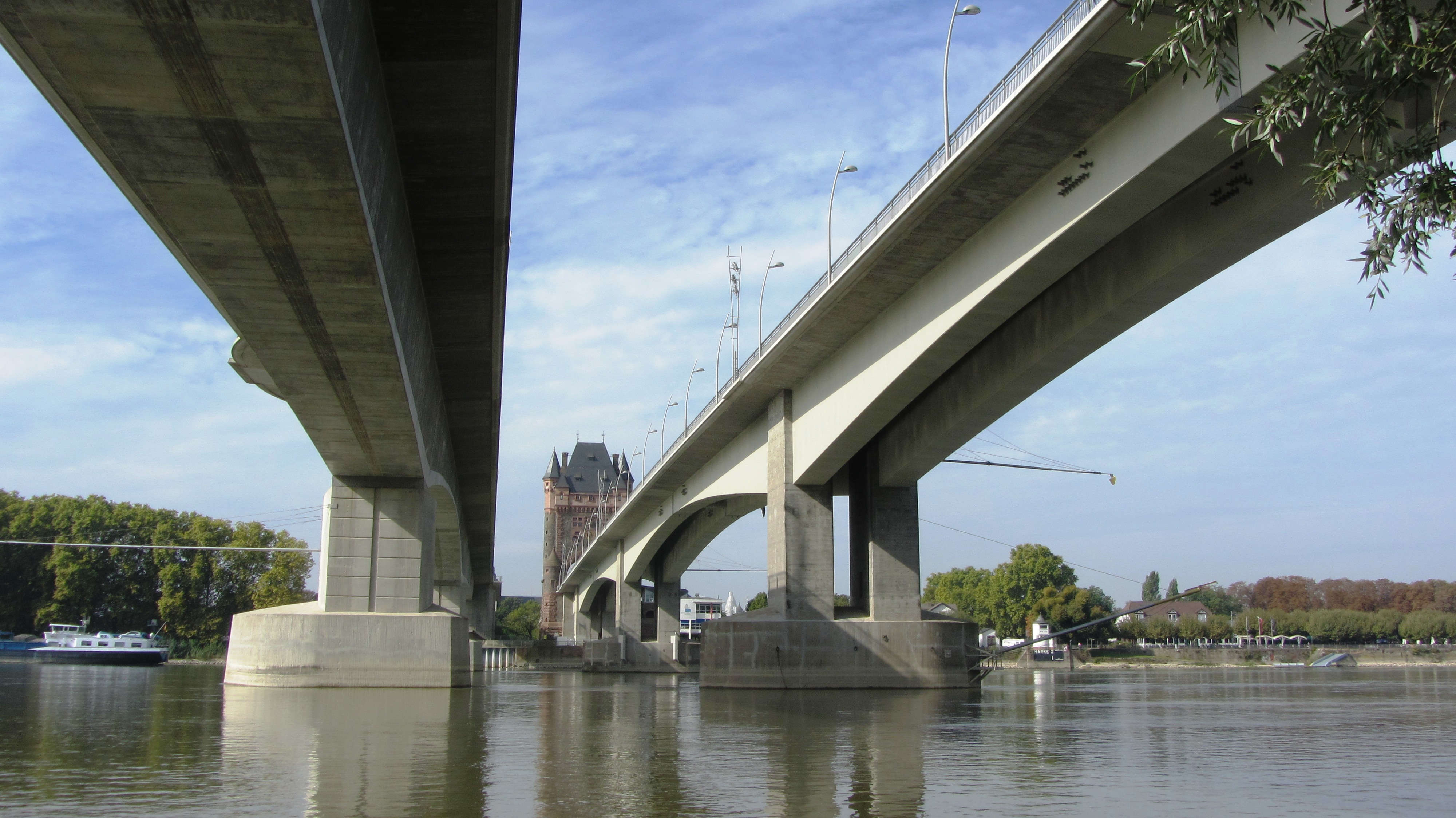
2020: Nibelungenbrücke Worms
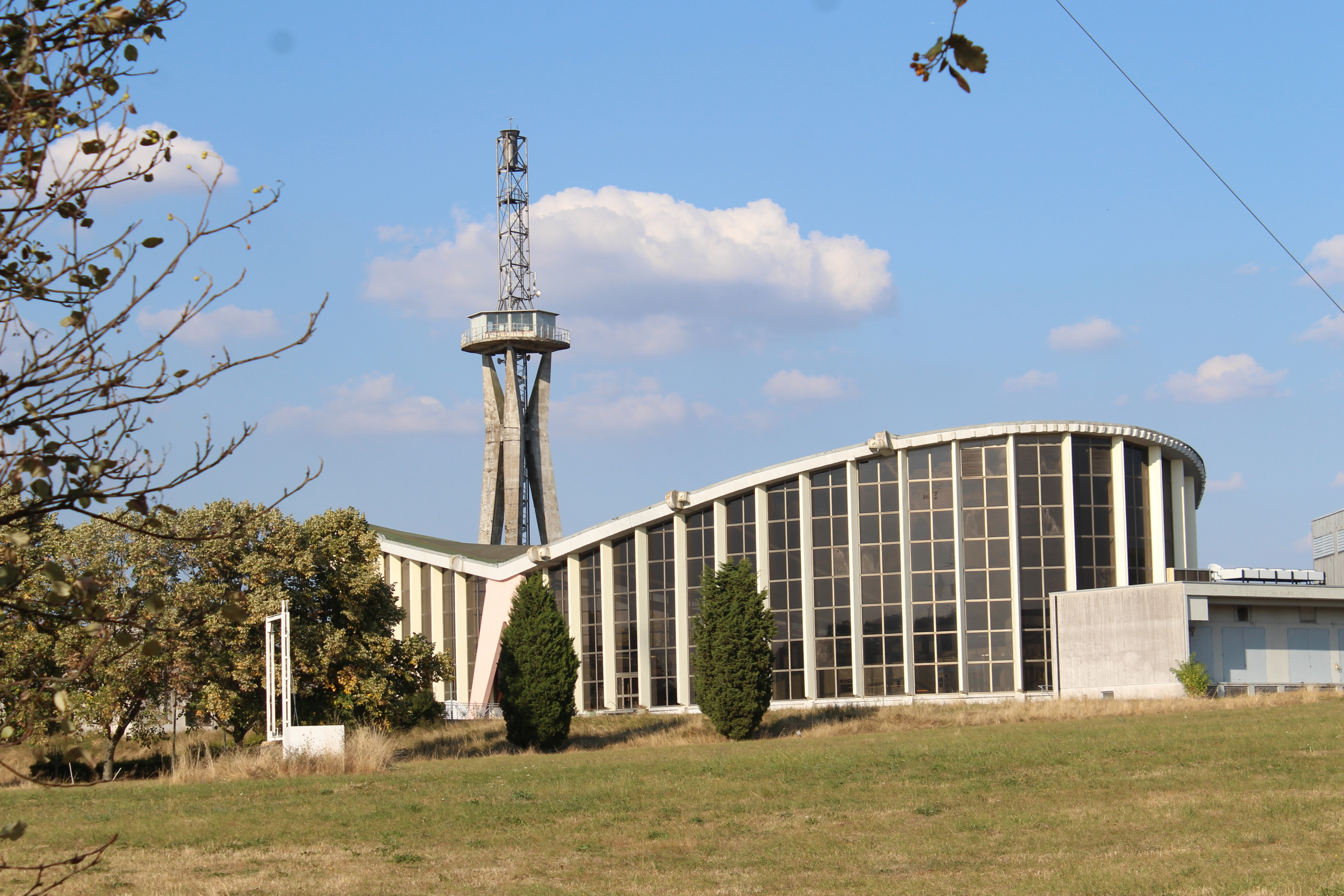
2021: Sendehalle Berus
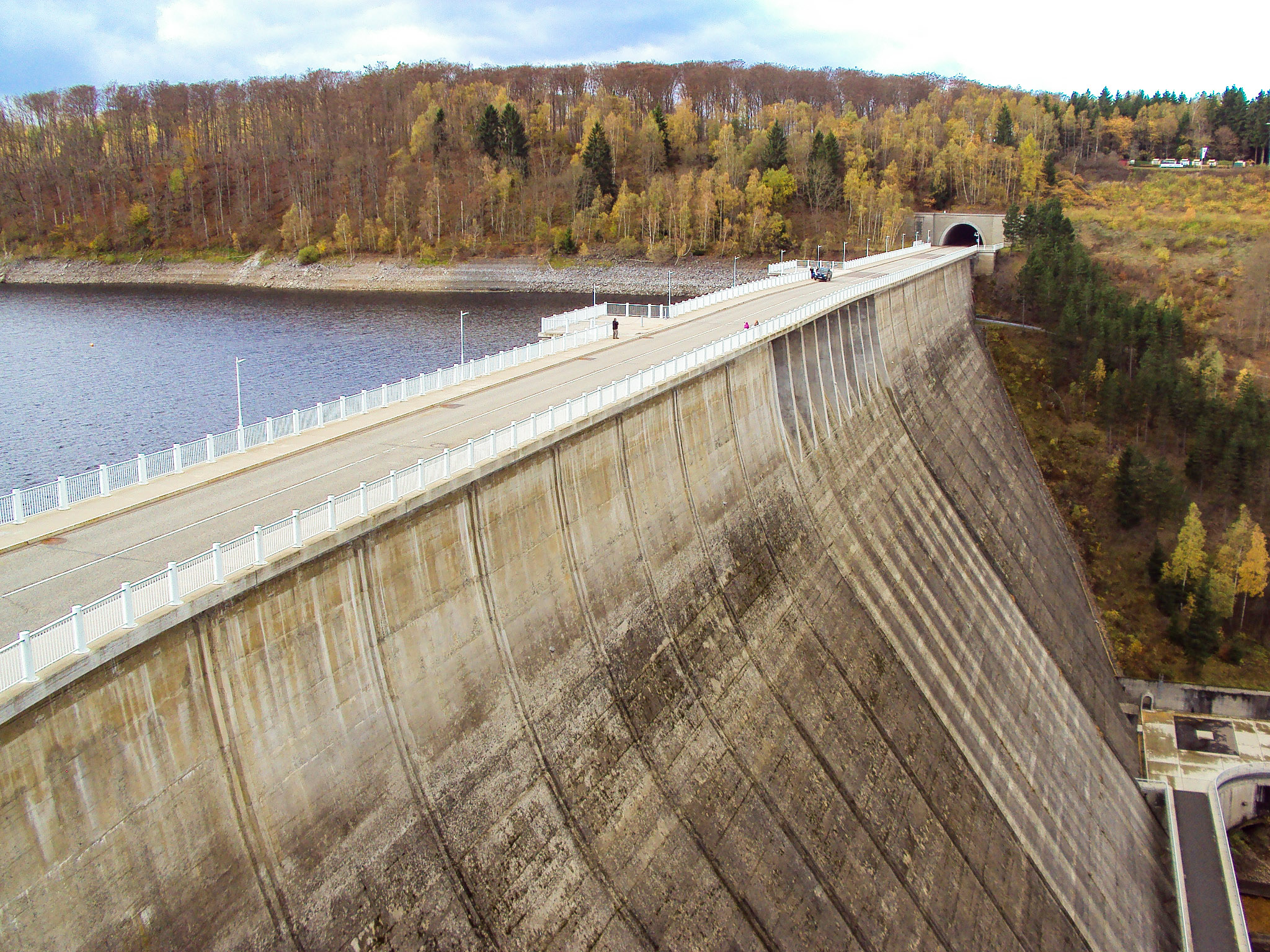
2022: Rappbode-Talsperre
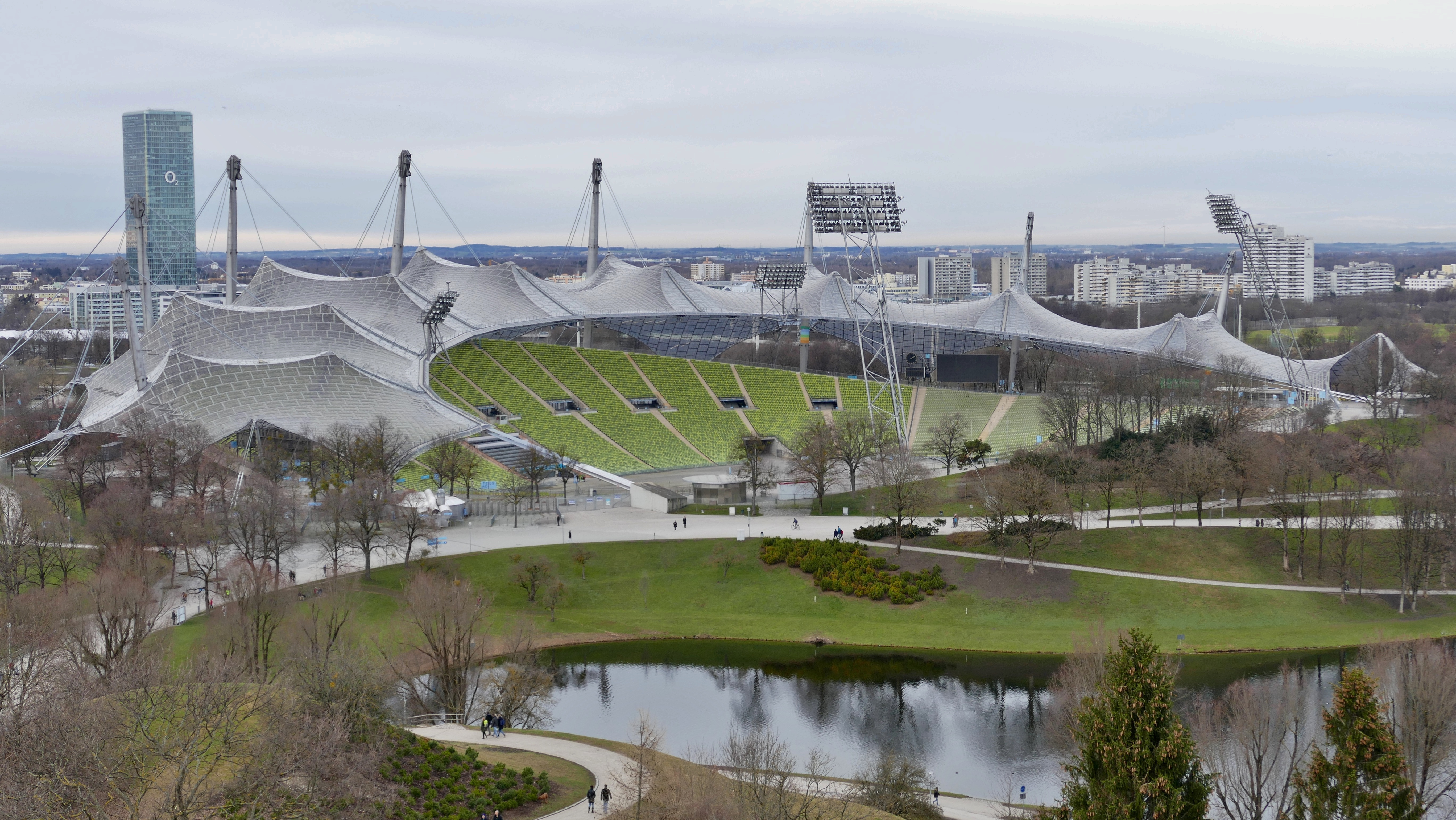
2023: Zeltdach des Olympiastadion Münchens
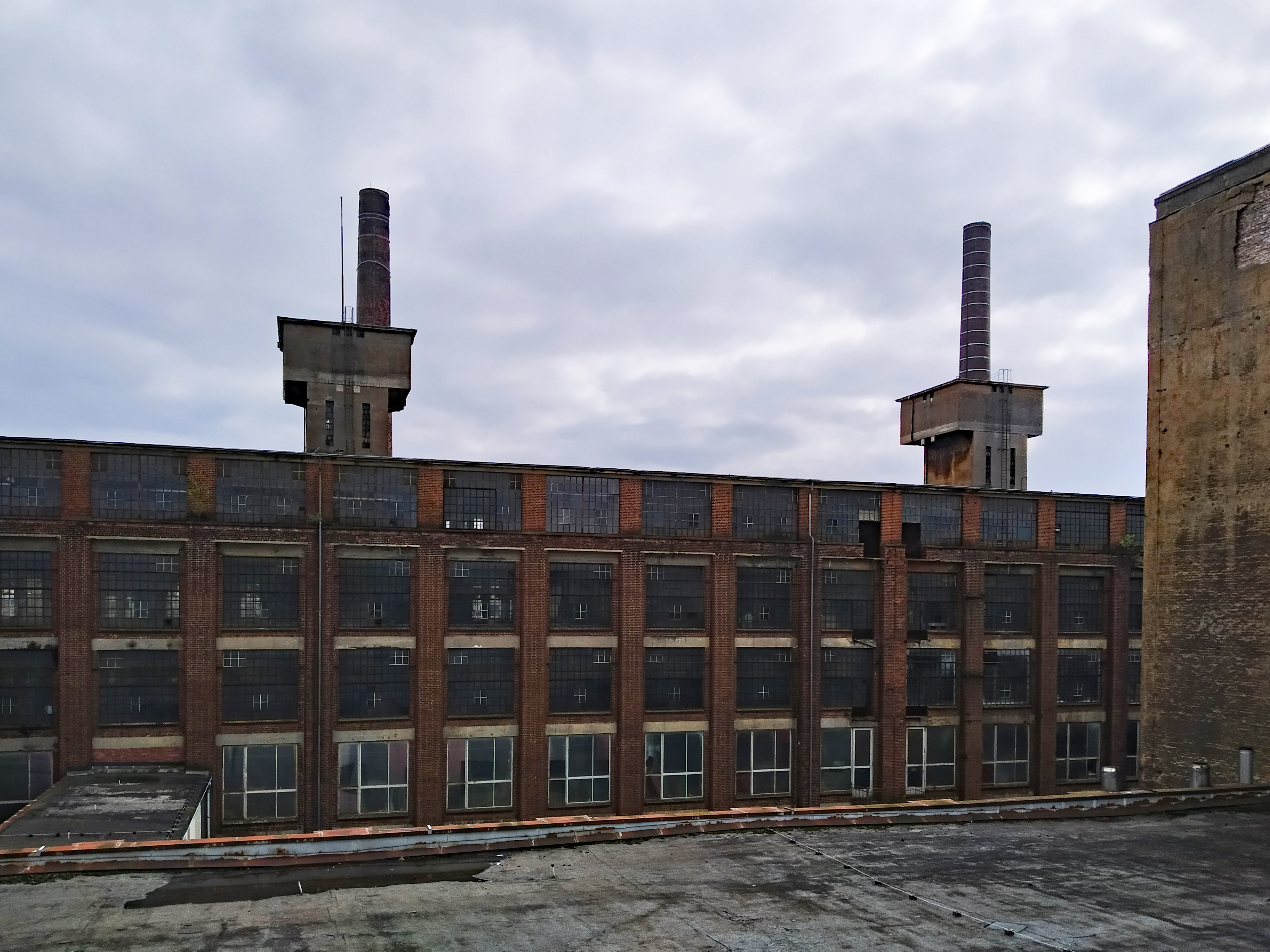
2024: Nähmaschinenwerk Wittenberge